# Liste der Biografien/Clar
Liste der Biografien |
Portal Biografien |
Personensuche
# |
A |
B |
C |
D |
E |
F |
G |
H |
I |
J |
K |
L |
M |
N |
O |
P |
Q |
R |
S |
T |
U |
V |
W |
X |
Y |
Z |
?
 
Ca |
Cb |
Cc |
Ce |
Ch |
Ci |
Cj |
Ck |
Cl |
Cm |
Cn |
Co |
Cr |
Cs |
Ct |
Cu |
Cv |
Cw |
Cy |
Cz
 
Cla |
Cle |
Cli |
Clo |
Clu |
Clw |
Cly
 
Claa |
Clab |
Clac |
Clad |
Clae |
Claf |
Clag |
Clah |
Clai |
Claj |
Clam |
Clan |
Clap |
Clar |
Clas |
Clat |
Clau |
Clav |
Claw |
Clax |
Clay
Die Liste der Biografien führt alle Personen auf, die in der deutschsprachigen Wikipedia einen Artikel haben. Dieses ist eine Teilliste mit 835 Einträgen von Personen, deren Namen mit den Buchstaben „Clar“ beginnt.

## Clar
- Clar, Eberhard (1904–1995), österreichischer Geologe und Hochschullehrer
- Clar, Erich (1902–1987), deutscher Chemiker
- Clar, Fanny (1875–1944), französische Schriftstellerin
- Clar, Ignaz (1829–1905), österreichisch-böhmischer Landespolitiker
- Clar, Johann Friedrich August (1768–1844), deutscher Kupferstecher

### Clara
- Clara, britische Schauspielerin
- Clara (* 1999), italienische Popsängerin und SchauspielerinClara (* 1999)

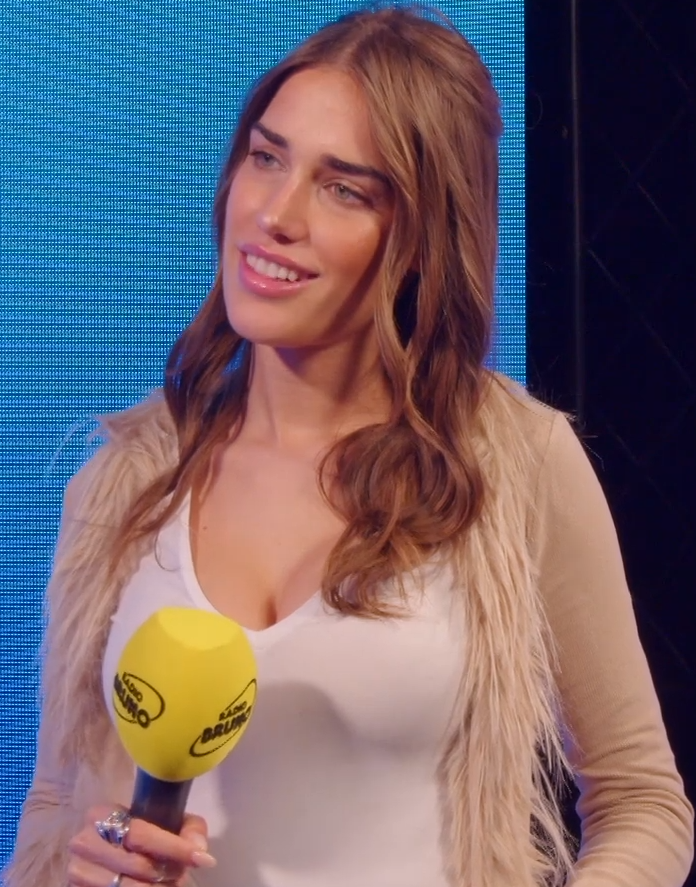
Clara (* 1999)

- Clara (* 2000), dänische Sängerin und Songschreiberin
- Clara G. (* 1979), rumänische Porno-Darstellerin, -Regisseurin und -Produzentin
- Clarà i Ayats, Josep (1878–1958), katalanischer Bildhauer
- Clara von Braunschweig-Wolfenbüttel (1532–1595), Äbtissin von Gandersheim, durch Heirat Herzogin von Braunschweig-Lüneburg und Fürstin von Grubenhagen
- Clara zu Rhein († 1455), Priorin des Basler Klosters Klingental
- Clara, Damian (* 2005), italienischer Eishockeytorwart
- Clara, Florian (* 1988), italienischer Naturbahnrodler
- Clara, Franz (1781–1873), Südtiroler katholischer Geistlicher und Fossiliensammler
- Clara, Gino (* 1988), argentinischer Fußballspieler
- Clara, Hannes (* 1990), italienischer Naturbahnrodler
- Clara, Marisa (* 1989), italienische Naturbahnrodlerin
- Clara, Max (1899–1966), österreichisch-deutscher Anatom und HochschullehrerMax Clara (1899–1966)

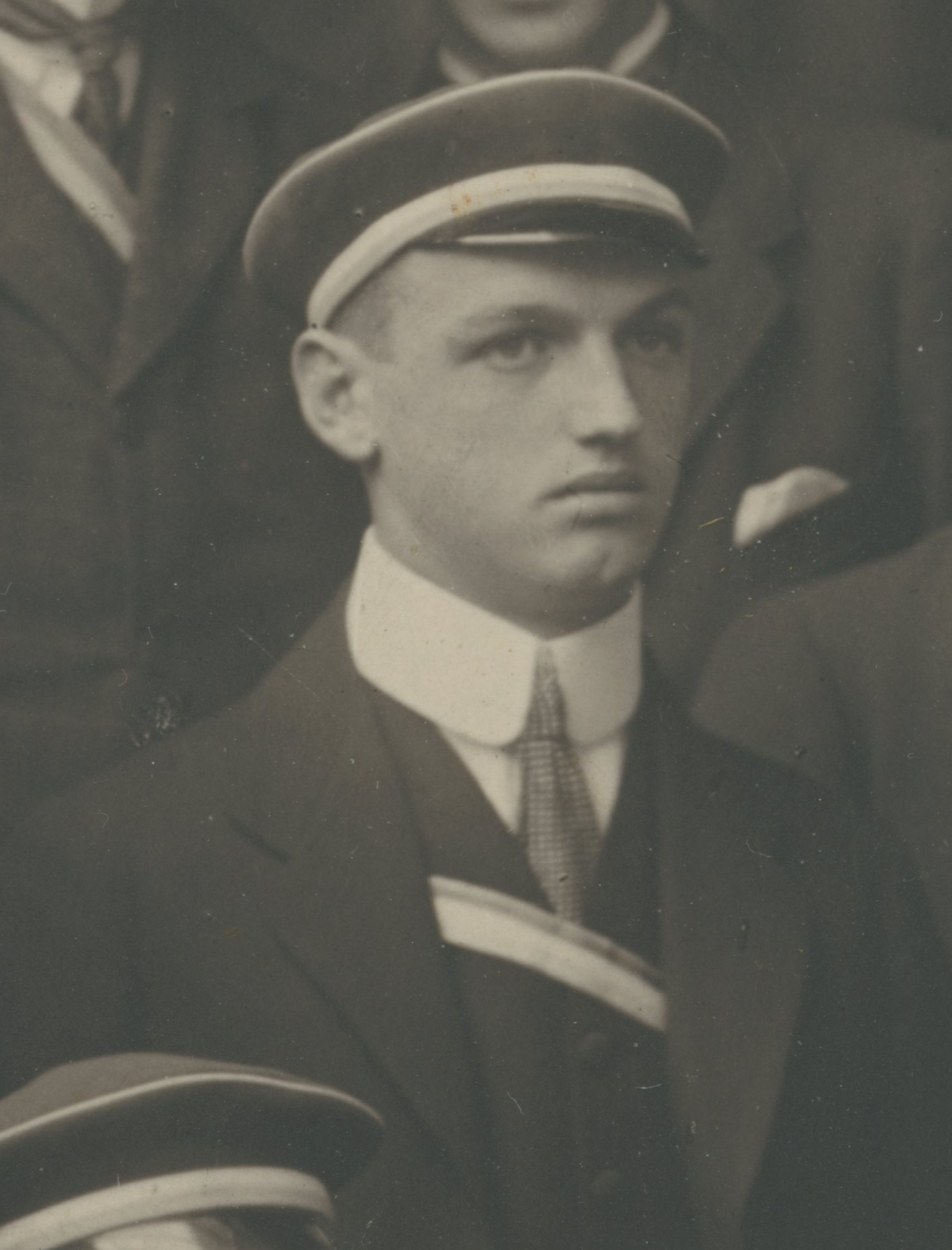
Max Clara (1899–1966)

- Clara, Roland (* 1982), italienischer Skilangläufer
- Clarac, Achille (1903–1999), französischer Diplomat
- Clarac, Frédéric de (1777–1847), französischer Archäologe
- Clarac, Pierre (1894–1986), französischer Literarhistoriker
- Claramonte, Andrés de († 1626), spanischer Schauspieler und Theaterautor
- Claramount Roseville, Ernesto Antonio (1924–2008), salvadorianischer Militär und Politiker
- Claramunt, Santiago (* 1975), uruguayischer Ornithologe
- Claramunt, Teresa (1862–1931), spanische Feministin, Anarchistin und Syndikalistin
- Clarance, Bilal (* 1979), dänischer Basketballspieler
- Clarance, Elijah (* 1998), schwedischer Basketballspieler
- Claraz, Antoine (1909–1997), Schweizer Maler, Zeichner, Bildhauer, Bühnenbildner und Kunstpädagoge
- Claraz, Georges (1832–1930), Schweizer Entdecker und Naturforscher

### Clard
- Clardy, John Daniel (1828–1918), US-amerikanischer Politiker
- Clardy, Kit (1892–1961), US-amerikanischer Politiker
- Clardy, Martin L. (1844–1914), US-amerikanischer Politiker

### Clare
- Clare, Alan (1921–1993), britischer Jazz- und Unterhaltungsmusiker (Piano, Komposition)
- Clare, Alex (* 1985), britischer Sänger und Songwriter
- Clare, Amicia de (* 1220), englische Adlige
- Clare, Benjamin Alan Lucien (1938–2010), jamaikanischer Diplomat
- Clare, Bogo de (1248–1294), englischer Geistlicher
- Clare, Cassandra (* 1973), US-amerikanische Fantasy-AutorinCassandra Clare (* 1973)

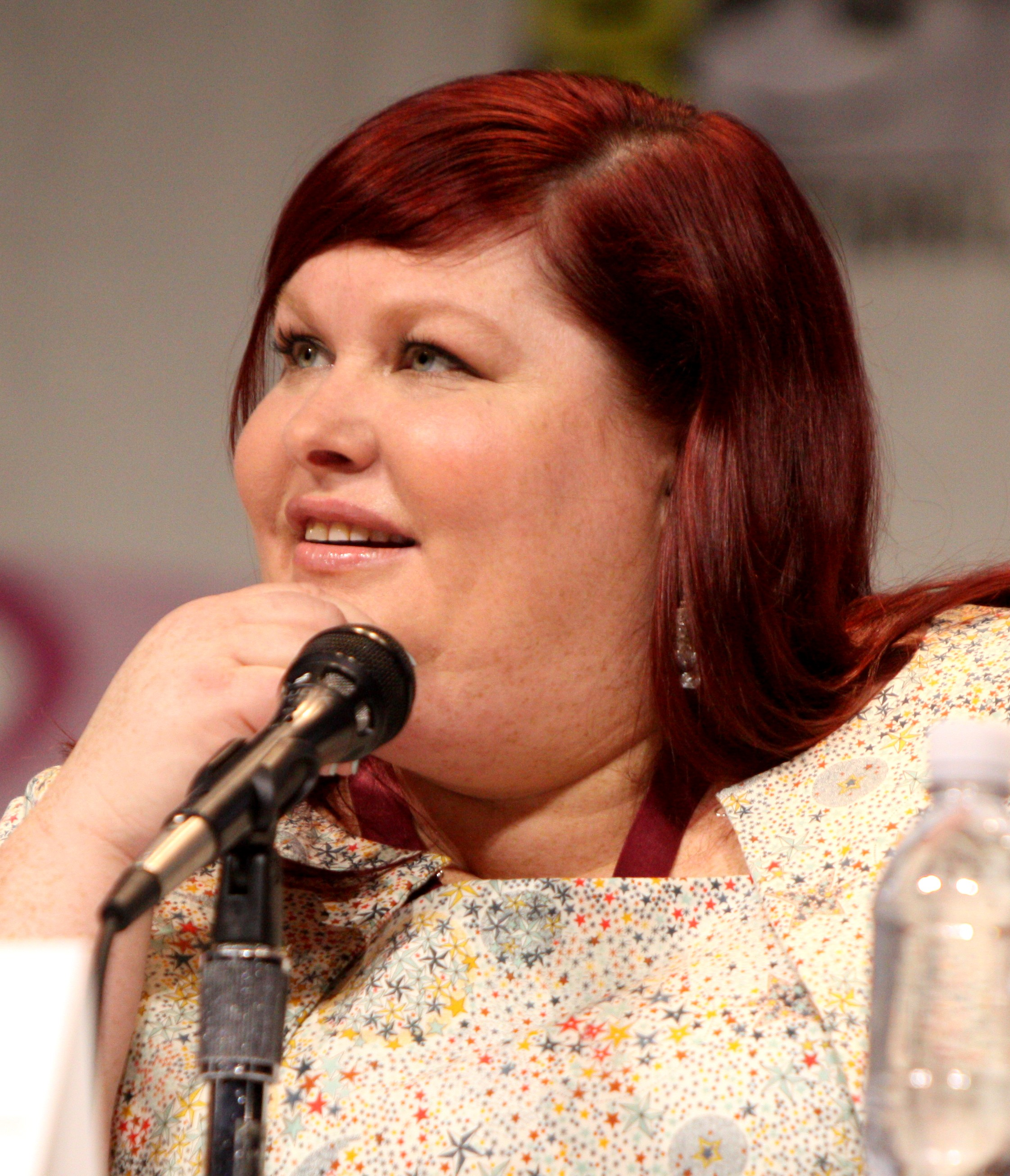
Cassandra Clare (* 1973)

- Clare, Cassie, britische Schauspielerin und Model
- Clare, Charles O’Brien de (1699–1761), französischer Militär
- Clare, Diane (1938–2013), britische Schauspielerin
- Clare, Dustin (* 1982), australischer Schauspieler
- Clare, Eleanor de (1292–1337), englische Adlige
- Clare, Elizabeth de (1295–1360), englische Adlige
- Clare, Etienne (1901–1975), Schweizer Maler
- Clare, Eva (1884–1961), kanadische Pianistin und Musikpädagogin
- Clare, Fernand (1911–1971), französischer Jazzmusiker (Tenorsaxophon, Klarinette, Arrangement, Komposition)
- Clare, George (1835–1890), britischer Maler
- Clare, George (1920–2009), österreichisch-britischer Journalist und Autor
- Clare, Gilbert de, 1. Earl of Hertford († 1152), anglonormannischer Adliger
- Clare, Gilbert de, 1. Earl of Pembroke (1100–1148), normannischer Adliger
- Clare, Gilbert de, 4. Earl of Gloucester († 1230), englischer Magnat
- Clare, Gilbert de, 6. Earl of Gloucester (1243–1295), englischer Magnat
- Clare, Gilbert de, 7. Earl of Gloucester († 1314), englischer Adliger
- Clare, Gilbert de, Lord of Thomond (1281–1307), anglo-irischer Ritter
- Clare, Isabel de (* 1226), englisch-schottische Adlige
- Clare, Isabel de (* 1240), anglonormannische Adlige
- Clare, Isabel de (1263–1338), englische Adlige
- Clare, Isabel de, 4. Countess of Pembroke († 1220), anglonormannische Magnatin
- Clare, Joan de, englisch-schottische Adlige
- Clare, Johann († 1344), deutscher Geistlicher, Bischof von Samland
- Clare, Johann Christoph (1692–1743), deutscher Geistlicher und Autor
- Clare, John (1793–1864), britischer DichterJohn Clare (1793–1864)

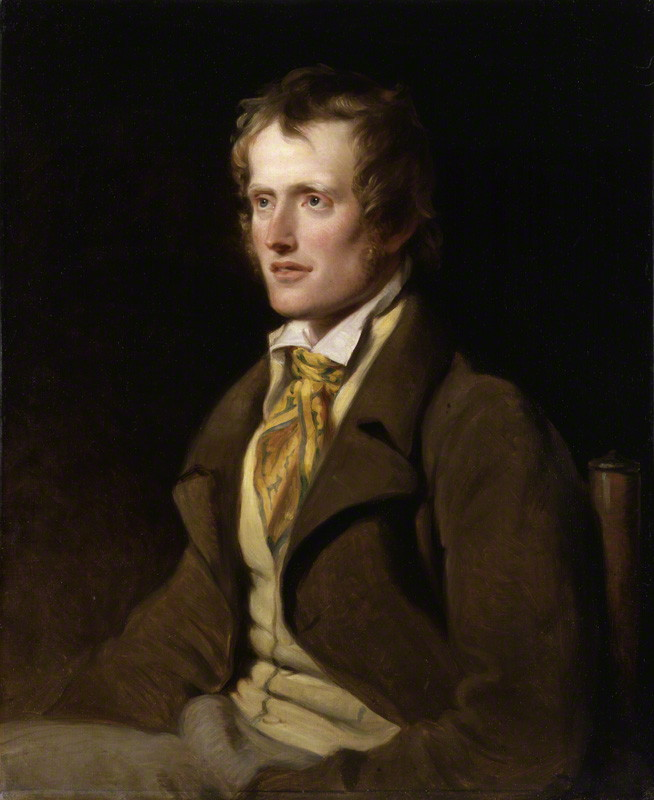
John Clare (1793–1864)

- Clare, Kenny (1929–1984), britischer Jazz-Schlagzeuger
- Clare, Margaret de (1250–1312), englische Adlige
- Clare, Margaret de († 1333), anglo-irische Adlige
- Clare, Margaret de (1292–1342), englische Adlige
- Clare, Mary (1894–1970), britische Schauspielerin
- Clare, Maud de, englische Adlige
- Clare, Maud de († 1327), anglo-irische Adlige
- Clare, Michel (1927–2008), französischer Mittelstreckenläufer und Sportjournalist
- Clare, Richard de († 1338), englischer Geistlicher
- Clare, Richard de, 2. Earl of Pembroke (1130–1176), englischer Adliger und Heerführer
- Clare, Richard de, 3. Earl of Hertford († 1217), englischer Magnat
- Clare, Richard de, 5. Earl of Gloucester (1222–1262), englischer Magnat
- Clare, Richard de, Lord of Thomond († 1318), anglo-irischer Adliger
- Clare, Richard FitzGilbert de (1094–1136), Lord von Clare, Tonbridge und Cardigan
- Clare, Rob (* 1983), englischer Fußballspieler
- Clare, Roger de, 2. Earl of Hertford († 1173), anglonormannischer Adliger
- Clare, Rohese de (1252–1317), englische Adlige
- Clare, Sean (* 1996), englischer Fußballspieler
- Clare, Victoria, US-amerikanische Schauspielerin
- Clare, Walter de, anglonormannischer Adliger
- Clareboudt, Jean (1944–1997), französischer Bildender Künstler
- Clareburt, Lewis (* 1999), neuseeländischer Schwimmer
- Clarembaldus von Arras, Theologe, der der Schule von Chartres angehörte
- Clarembaux, Daniël (1883–1928), belgischer Ruderer
- Claremont, Chris (* 1950), US-amerikanischer Autor von Superheldencomics
- Clarén, Carlo, deutscher Synchronsprecher
- Clarén, Cosmo, deutscher Synchronsprecher
- Claren, Jacob (1754–1794), Glockengießer in Köln
- Clarén, Marius (* 1978), deutscher Synchronsprecher, Synchronautor und Synchronregisseur
- Claren, Rudolf (1856–1939), deutscher Architekt und preußischer Baubeamter
- Claren, Sebastian (* 1965), deutscher Komponist
- Clarén, Vicco, deutscher Synchronsprecher
- Clarenbach, Adolf († 1529), Märtyrer der evangelischen Kirche
- Clarenbach, Max (1880–1952), deutscher Maler der Düsseldorfer MalerschuleMax Clarenbach (1880–1952)

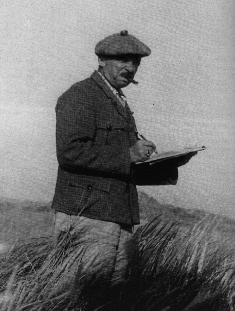
Max Clarenbach (1880–1952)

- Clarence 13X (1928–1969), amerikanischer Gründer der Nation of Gods and Earths
- Clarence, Lionel of Antwerp, 1. Duke of (1338–1368), Sohn König Eduards III. von England
- Clarence, Philippa of, 5. Countess of Ulster (1355–1382), englische Adlige
- Clarendon, Layshia (* 1991), US-amerikanische Basketballspielerin
- Clarenus, Angelus († 1337), italienischer Franziskaner, Vertreter der Spiritualen
- Clarenz, Josef (1897–1972), deutscher Landrat
- Clares, Manuel (* 1948), spanischer Fußballspieler
- Claret de la Touche, Louise-Marguerite (1868–1915), Salesianerin und Mystikerin, Gründerin des Bethanien des Herzen Jesu
- Claret i Serra, Gerard (* 1951), andorranischer klassischer Violinist und Musikpädagoge
- Claret i Vallès, Joaquim (1879–1964), katalanischer Bildhauer
- Claret Tournier, Samy (* 1999), französischer Nordischer Kombinierer
- Claret, Antonius Maria (1807–1870), spanischer Bischof und Ordensgründer, HeiligerAntonius Maria Claret (1807–1870)

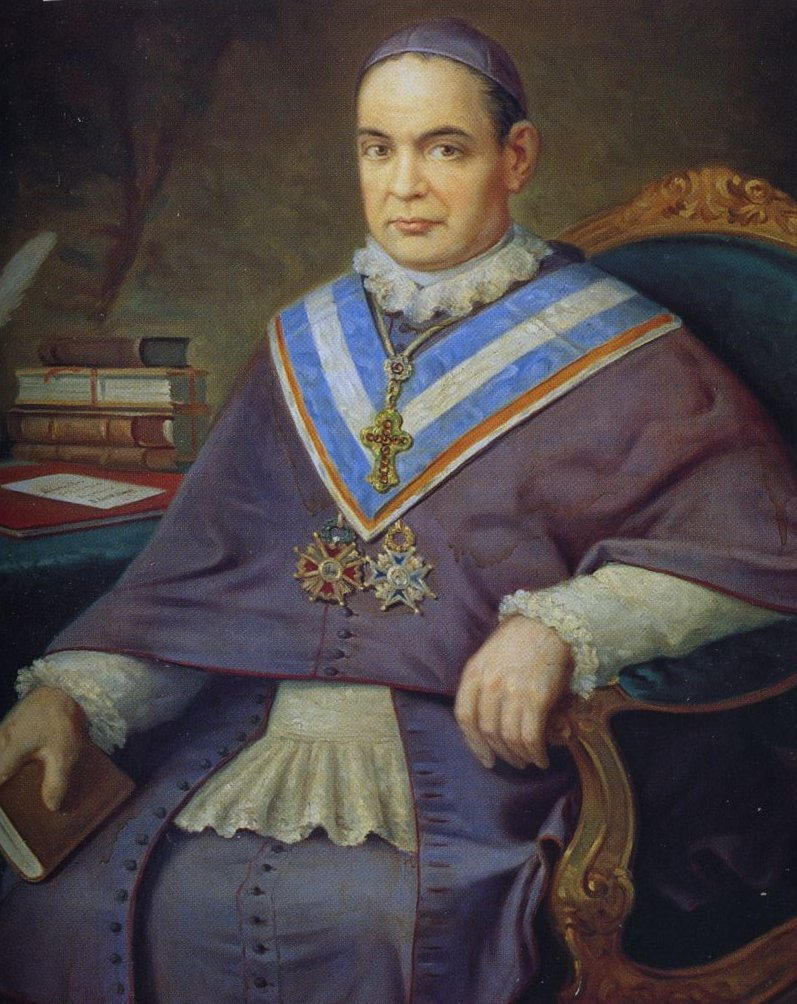
Antonius Maria Claret (1807–1870)

- Claret, Christophe (* 1962), französisch-schweizerischer Uhrmacher von Armbanduhren mit Komplikationen
- Claret, Emmanuelle (1968–2013), französische Biathletin
- Claret, Lluís (* 1951), andorranischer Cellist und Musikpädagoge
- Claret, Pierre (1911–1981), französischer Eishockeyspieler
- Claretie, Jules (1840–1913), französischer Schriftsteller, Theaterkritiker, -direktor und Journalist
- Claretti, Clarissa (* 1980), italienische Leichtathletin
- Clarey, Bernard A. (1912–1996), US-amerikanischer Admiral der US Navy
- Clarey, Johan (* 1981), französischer Skirennläufer
- Clarey, John (* 1940), britischer Radrennfahrer

### Clarf
- Clarfeld, Fritz (1886–1935), deutscher Industrieller und Politiker (DNVP), MdL

### Clari
- Clari, Eugenio (1836–1899), italienischer Geistlicher und römisch-katholischer Bischof von Viterbo-Tuscania
- Clari, Giovanni Carlo (1677–1754), italienischer Kapellmeister und Komponist
- Claricia, Buchmalerin
- Clarico, Mickaël (* 1985), französischer Straßenradrennfahrer von Guadeloupe
- Claridge, Travis (1978–2006), US-amerikanischer American-Football-Spieler
- Clarie, T. Emmet (1913–1997), US-amerikanischer Jurist und Politiker
- Clarin († 1248), Bischof von Carcassonne
- Clarin, Hans (1929–2005), deutscher Schauspieler und Synchronsprecher
- Clarin, Irene (* 1955), deutsche SchauspielerinIrene Clarin (* 1955)

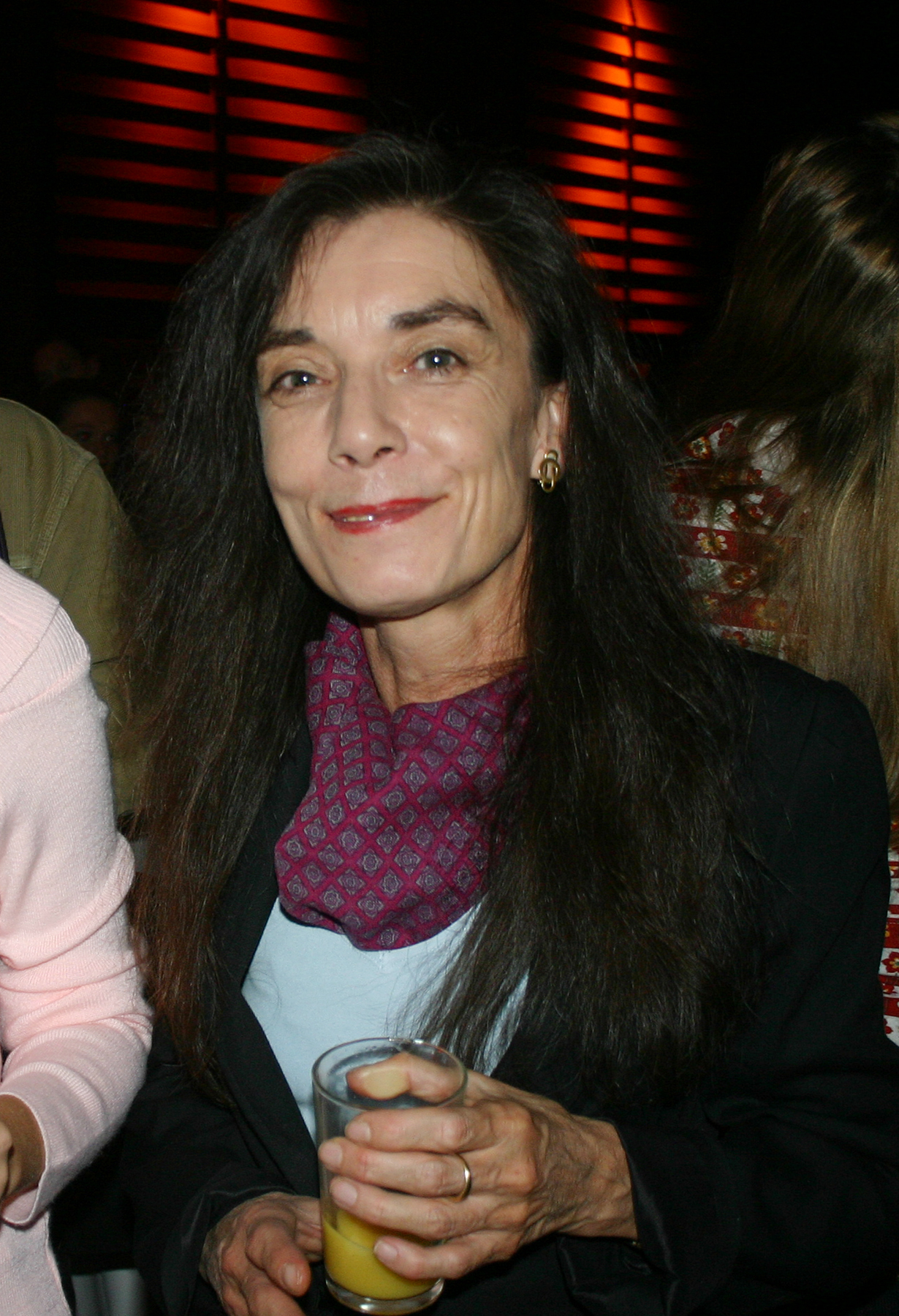
Irene Clarin (* 1955)

- Clarin, José (1879–1935), philippinischer Politiker
- Clariño, Miguel (* 1997), philippinischer Fußballspieler
- Clarinval, David (* 1976), belgischer Politiker
- Claris, Louis-Edmond (1825–1914), französischer Politiker
- Clarisse, Édouard (* 1972), mauritischer Badmintonspieler
- Clarisse, Johann (1770–1846), niederländischer reformierter Theologe
- Clarius, Birgit (* 1965), deutsche Leichtathletin
- Clarizio, Emanuele (1911–2001), italienischer Geistlicher, Bischof der römischen Kurie

### Clark

#### Clark K
- Clark Kerr, Archibald, 1. Baron Inverchapel (1882–1951), britischer Diplomat

#### Clark S
- Clark Sheard, Karen (* 1960), US-amerikanische Gospelsängerin

#### Clark, A – Clark, Z

##### Clark, A
- Clark, Aaron (1787–1861), US-amerikanischer Politiker
- Clark, Abraham (1725–1794), US-amerikanischer Politiker, einer der Gründerväter der USA
- Clark, Adam (1811–1866), schottischer Brückenbau-Ingenieur
- Clark, Al (1902–1971), US-amerikanischer Filmeditor
- Clark, Alain (* 1979), niederländischer Sänger
- Clark, Alan (1928–1999), britischer Minister (Tories)
- Clark, Alan (* 1952), britischer MusikerAlan Clark (* 1952)

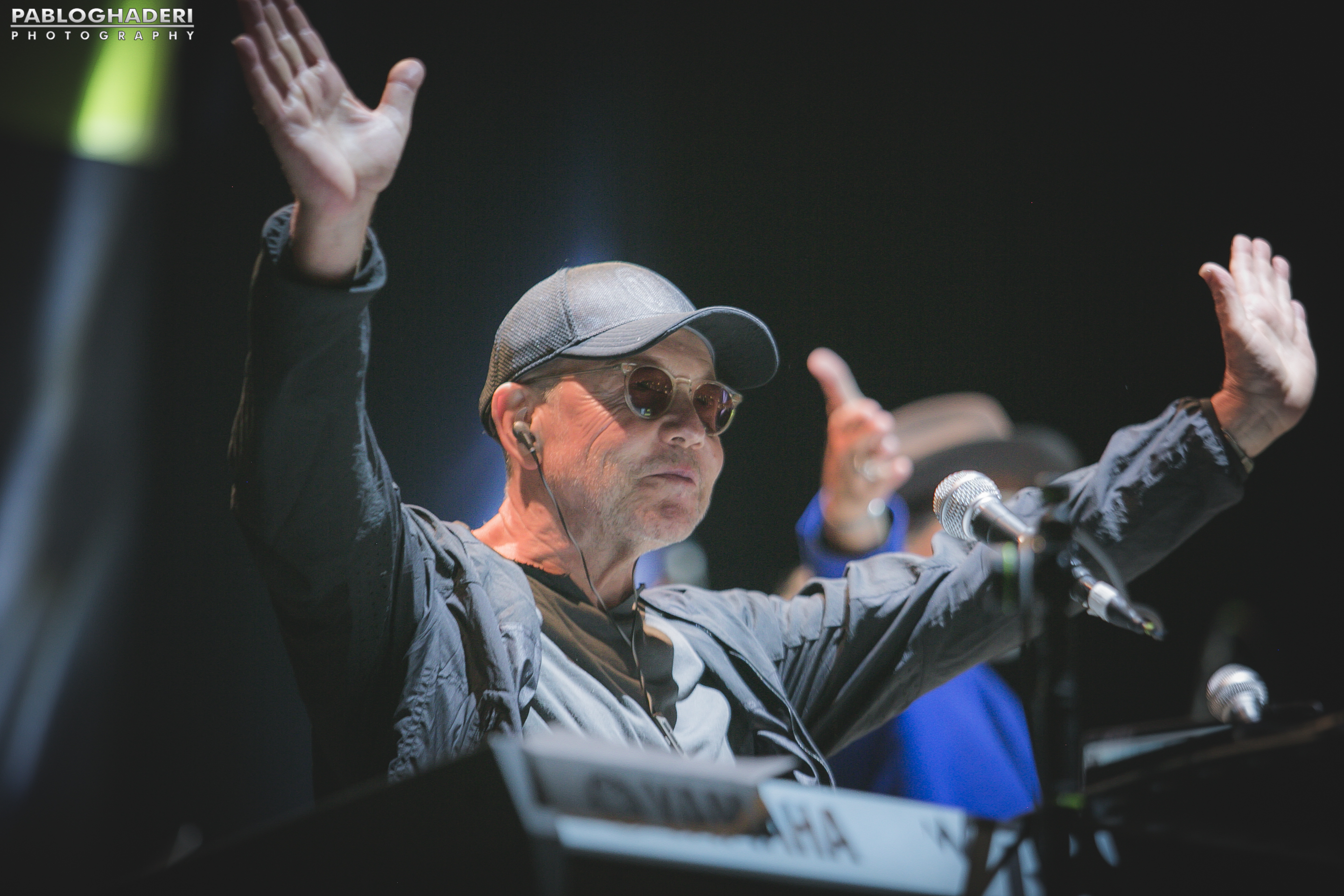
Alan Clark (* 1952)

- Clark, Alan Charles (1919–2002), britischer Geistlicher und erster römisch-katholischer Bischof von East Anglia
- Clark, Albert Curtis (1859–1937), britischer Klassischer Philologe
- Clark, Albert P. (1913–2010), US-amerikanischer Offizier, Generalleutnant der US Air Force
- Clark, Alfred (1873–1950), amerikanisch-englischer Pionier für Spezialeffekte in den Anfangstagen des Films
- Clark, Alister (1864–1949), australischer Rosenzüchter
- Clark, Alonzo M. (1868–1952), US-amerikanischer Politiker (Republikanische Partei)
- Clark, Alvah A. (1840–1912), US-amerikanischer Politiker
- Clark, Alvan (1804–1887), US-amerikanischer Astronom und Teleskopbauer
- Clark, Alvan Graham (1832–1897), US-amerikanischer Astronom und Teleskopbauer
- Clark, Ambrose W. (1810–1887), US-amerikanischer Verleger, Jurist und Politiker
- Clark, Amos (1828–1912), US-amerikanischer Politiker
- Clark, Andrew (* 1975), kanadischer Eishockeyspieler
- Clark, Andrew (* 1988), kanadischer Eishockeyspieler
- Clark, Andy (* 1944), britischer Musiker
- Clark, Andy (* 1957), britischer Philosoph und Hochschullehrer
- Clark, Anne (* 1960), britische Poetin, Songwriterin, Sängerin, Pianistin und elektronische MusikerinAnne Clark (* 1960)

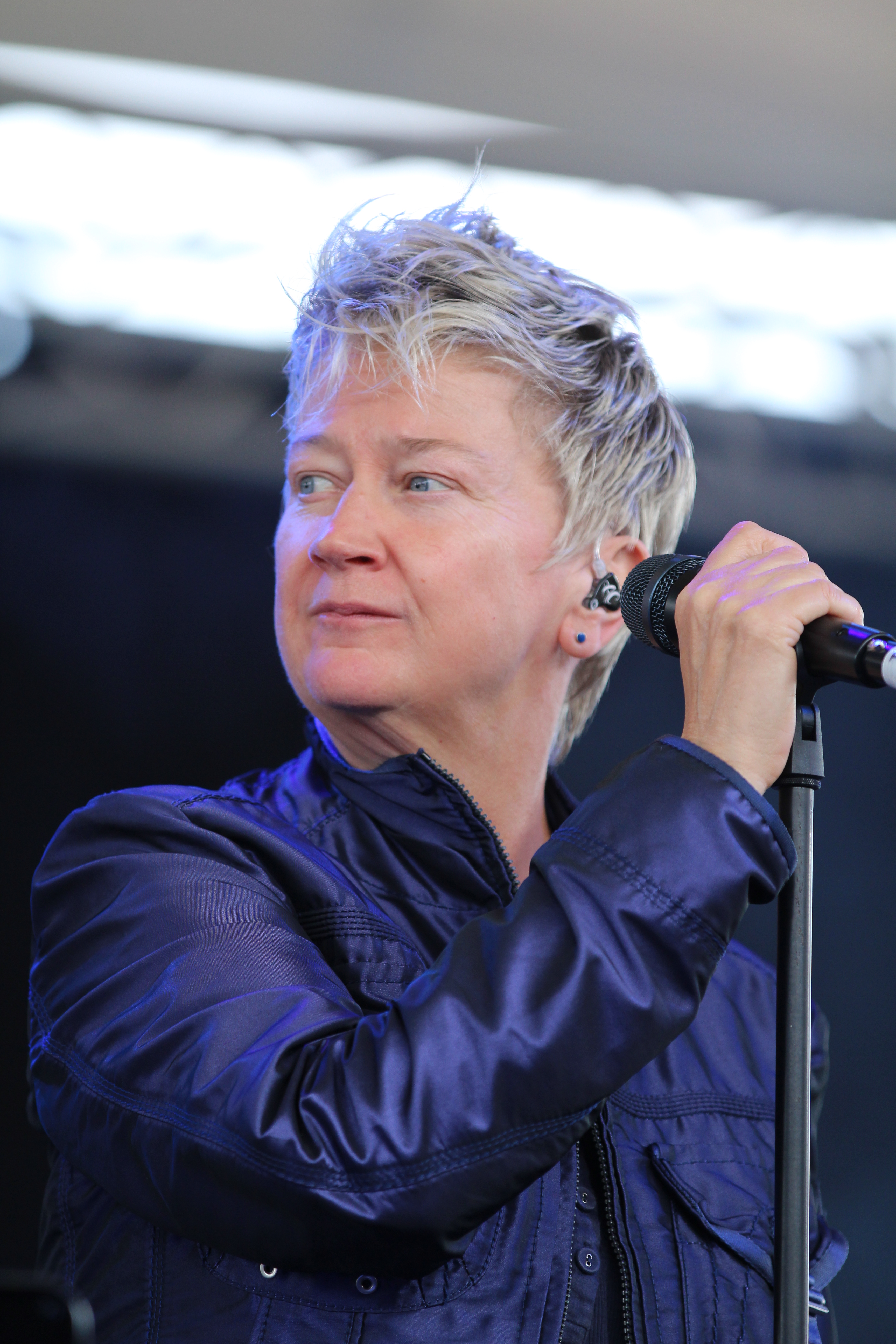
Anne Clark (* 1960)

- Clark, Anthony (* 1977), englischer Badmintonspieler
- Clark, Arthur (1900–1979), britischer Langstreckenläufer
- Clark, Austin Hobart (1880–1954), US-amerikanischer Zoologe

##### Clark, B
- Clark, Badger (1883–1957), US-amerikanischer Poet und Schriftsteller
- Clark, Barbara (* 1958), kanadische Schwimmerin
- Clark, Barney (* 1993), britischer Schauspieler
- Clark, Barzilla W. (1880–1943), US-amerikanischer Politiker
- Clark, Bennett Champ (1890–1954), US-amerikanischer Politiker
- Clark, Bernard Thomas Edward (1856–1915), englischer Geistlicher und Kapuziner
- Clark, Bill (1925–1986), US-amerikanischer Jazzmusiker
- Clark, Bill (* 1958), kanadischer Jazztrompeter, Improvisationsmusiker und Komponist
- Clark, Blake (* 1946), US-amerikanischer Schauspieler und SynchronsprecherBlake Clark (* 1946)

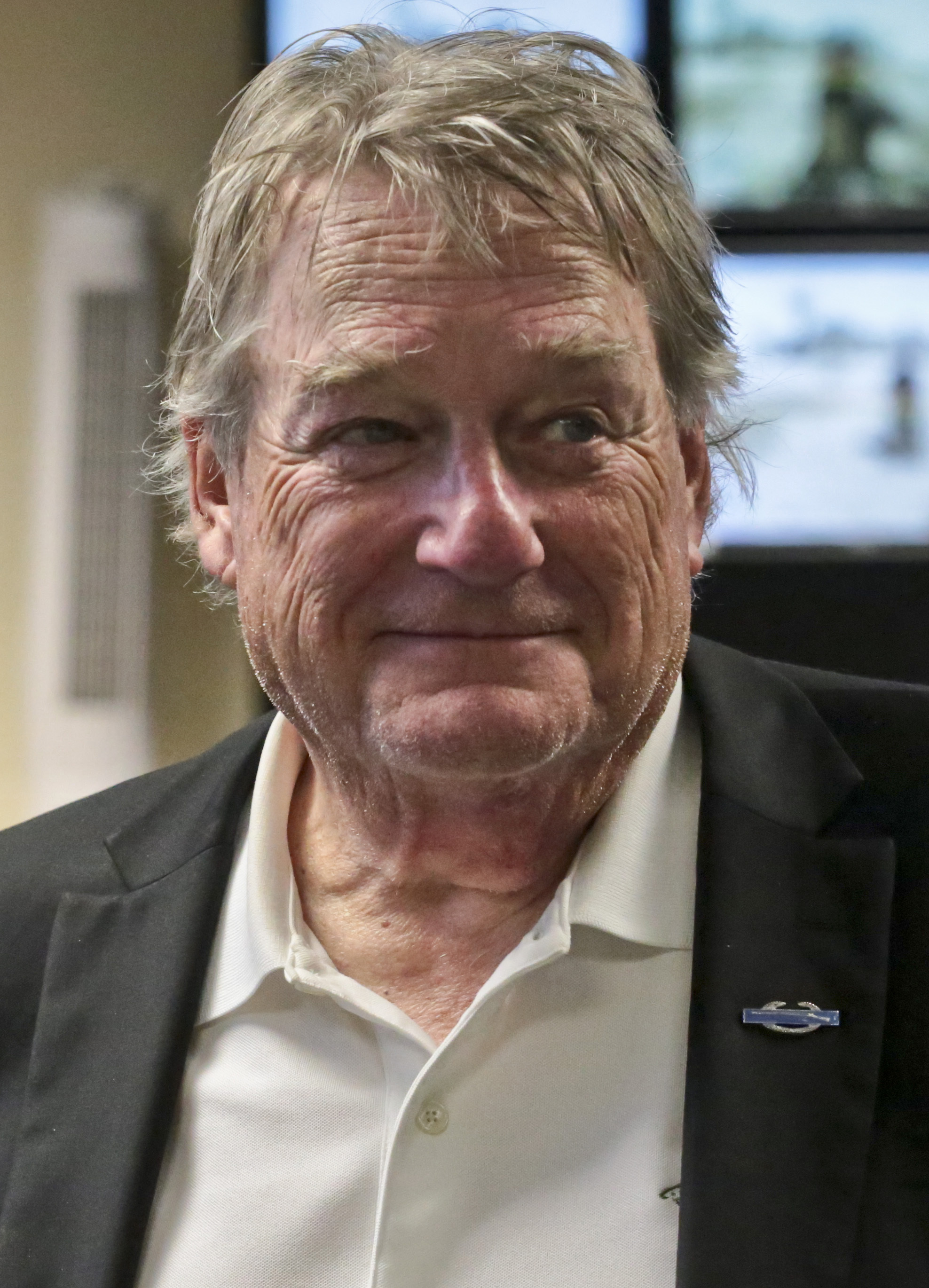
Blake Clark (* 1946)

- Clark, Bob (1913–1976), US-amerikanischer Zehnkämpfer und Weitspringer
- Clark, Bob (1939–2007), US-amerikanischer Filmregisseur
- Clark, Bobby (* 1945), schottischer Fußballtorhüter
- Clark, Bobby (* 2005), englischer Fußballspieler
- Clark, Brandy (* 1975), US-amerikanische Songwriterin und Countrysängerin
- Clark, Brett, US-amerikanischer Soziologe
- Clark, Brett (* 1976), kanadischer Eishockeyspieler, -trainer und -funktionär
- Clark, Brett Baxter (* 1958), US-amerikanischer Schauspieler und Synchronsprecher
- Clark, Brian (1932–2021), britischer Dramatiker und Drehbuchautor
- Clark, Bruce L. (1880–1945), US-amerikanischer Paläontologe
- Clark, Bryan (* 1964), US-amerikanischer Wrestler
- Clark, Bud (1910–1975), kanadischer Skisportler
- Clark, Buddy (1929–1999), US-amerikanischer Jazz-Bassist und Arrangeur

##### Clark, C
- Clark, C. L., amerikanische Science-Fiction- und Fantasy-Autorin, Lehrerin und Editorin
- Clark, Caden (* 2003), US-amerikanischer Fußballspieler
- Clark, Caitlin (* 2002), US-amerikanische College-BasketballspielerinCaitlin Clark (* 2002)

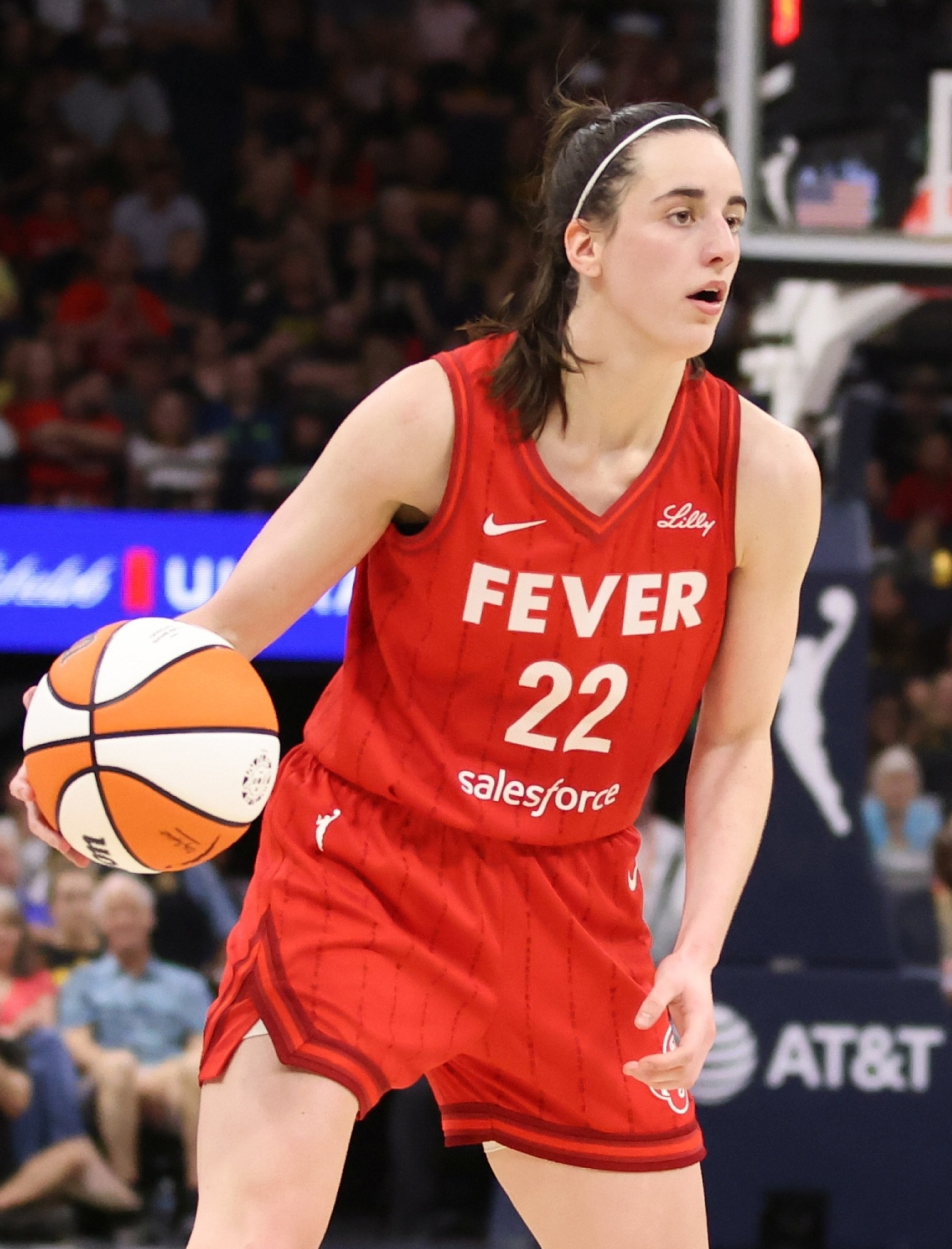
Caitlin Clark (* 2002)

- Clark, Cal (1929–2022), US-amerikanischer Hochspringer
- Clark, Candy (* 1947), US-amerikanische Schauspielerin
- Clark, Caroline (* 1990), US-amerikanische Wasserballspielerin
- Clark, Carroll (1894–1968), US-amerikanischer Art Director und Szenenbildner
- Clark, Champ (1850–1921), US-amerikanischer Politiker (Demokratische Partei) sowie Sprecher des Repräsentantenhauses
- Clark, Charles (1811–1877), Gouverneur von Mississippi und General der Konföderierten Staaten im Amerikanischen Bürgerkrieg
- Clark, Charles (1945–1969), US-amerikanischer Jazz-Bassist und Cellist
- Clark, Charles (* 1987), US-amerikanischer Sprinter
- Clark, Charles B. (1844–1891), US-amerikanischer Politiker
- Clark, Charles Edward (1889–1963), US-amerikanischer Jurist
- Clark, Charles Hutchison (1920–2009), US-amerikanischer Autor und Management-Theoretiker
- Clark, Charles Nelson (1827–1902), US-amerikanischer Politiker
- Clark, Chase A. (1883–1966), US-amerikanischer Politiker
- Clark, Chelsea (* 1998), kanadische Schauspielerin
- Clark, Chris (* 1946), US-amerikanische Soul-, Jazz- und Blues-Sängerin
- Clark, Chris (* 1976), US-amerikanischer Eishockeyspieler und -trainer
- Clark, Chris (* 1979), britischer Electronica-Musiker und Filmkomponist
- Clark, Christoph (* 1958), französischer Pornodarsteller und -regisseur
- Clark, Christopher (* 1960), australischer Historiker in GroßbritannienChristopher Clark (* 1960)

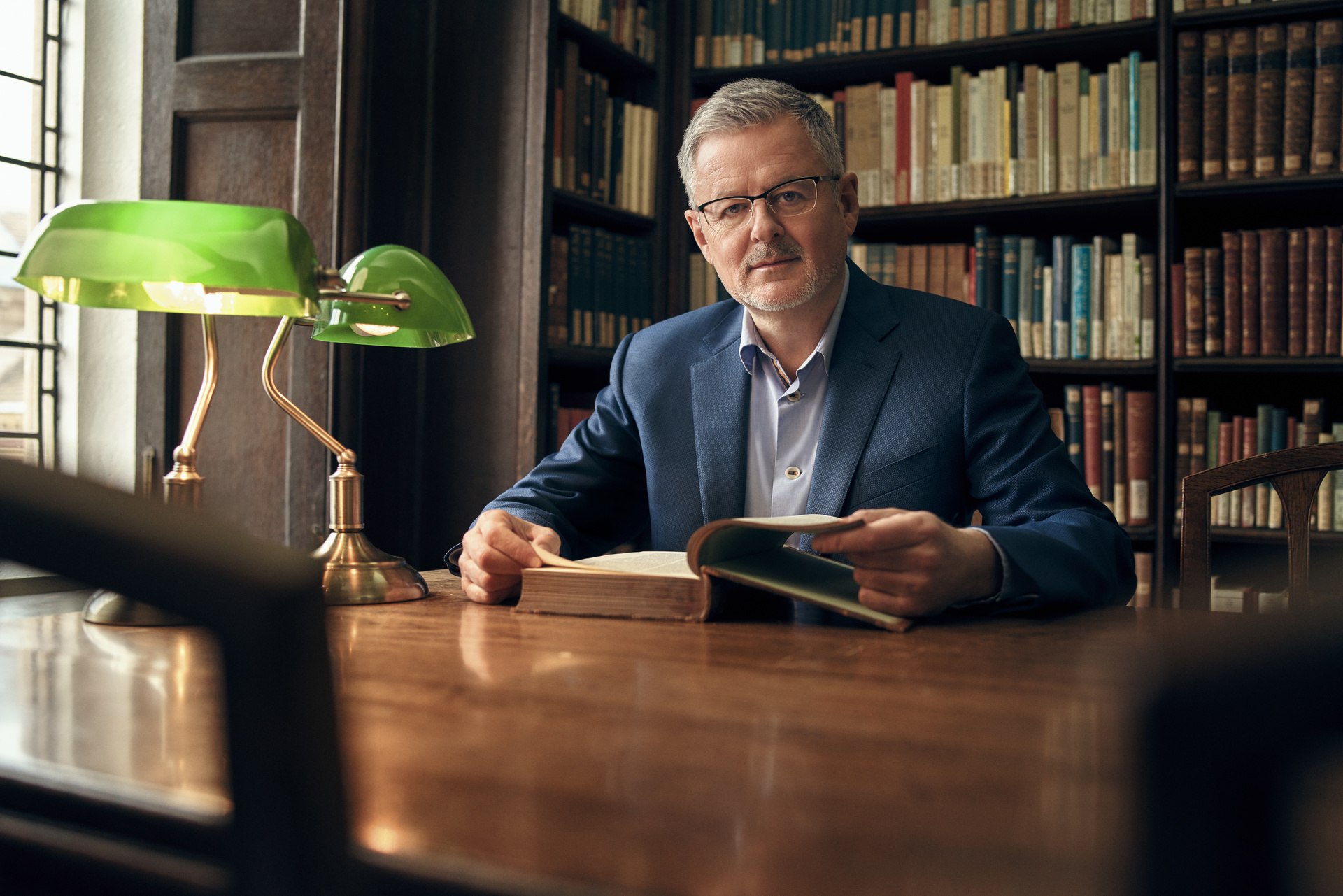
Christopher Clark (* 1960)

- Clark, Christopher H. (1767–1828), US-amerikanischer Politiker
- Clark, Christy (* 1965), kanadische Politikerin
- Clark, Ciaran (* 1989), englisch-irischer Fußballspieler
- Clark, Clarence (1859–1937), US-amerikanischer Tennisspieler
- Clark, Clarence Don (1851–1930), US-amerikanischer Politiker (Republikanische Partei)
- Clark, Claudine (* 1941), US-amerikanische Rhythm-and-Blues-Musikerin
- Clark, Cletus (* 1962), US-amerikanischer Hürdenläufer
- Clark, Colin (1905–1989), britischer Ökonom
- Clark, Colin (1932–2002), britischer Filmemacher und Schriftsteller
- Clark, Curtis (* 1946), US-amerikanischer Kameramann
- Clark, Curtis (* 1950), US-amerikanischer Jazzpianist
- Clark, Cynthia (* 1986), kanadische Biathletin

##### Clark, D
- Clark, Dallas (* 1979), US-amerikanischer American-Football-Spieler
- Clark, Dane (1912–1998), US-amerikanischer Schauspieler
- Clark, Daniel († 1813), irisch-amerikanischer Politiker
- Clark, Daniel (1809–1891), US-amerikanischer Jurist und Politiker (Republikanische Partei)
- Clark, Daniel (* 1988), britischer Basketballspieler
- Clark, Daniel B. (1890–1961), US-amerikanischer Kameramann
- Clark, Danny (* 1951), australischer Radrennfahrer
- Clark, Darren (* 1965), australischer Leichtathlet
- Clark, Daryl (* 1993), englischer Rugby-League-Spieler
- Clark, Dave (1909–1995), US-amerikanischer Musikpromoter
- Clark, Dave (* 1942), englischer Musiker und MusikmanagerDave Clark (* 1942)

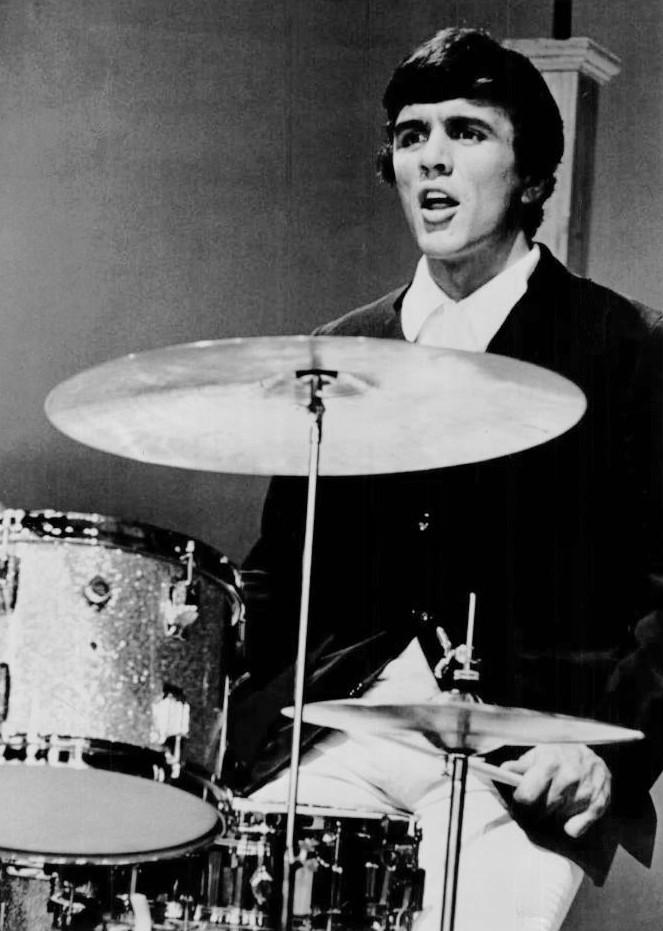
Dave Clark (* 1942)

- Clark, David (* 1959), US-amerikanischer Ruderer
- Clark, David (* 1973), neuseeländischer Pfarrer der Presbyterian Church of Aotearoa New Zealand und Politiker der New Zealand Labour Party
- Clark, David Aaron (1960–2009), US-amerikanischer Schriftsteller, Musiker, Pornodarsteller und -regisseur
- Clark, David D. (* 1944), US-amerikanischer Informatiker und Internet-Pionier
- Clark, David Worth (1902–1955), US-amerikanischer Politiker
- Clark, David, Baron Clark of Windermere (* 1939), britischer Politiker, Mitglied des House of Commons
- Clark, Dee (1938–1990), US-amerikanischer R&B-Sänger und Songwriter
- Clark, Derek (1933–2023), britischer Politiker (UKIP), MdEP
- Clark, Derrick (* 1971), US-amerikanischer American-Football-Spieler (Runningback)
- Clark, Dexter (* 1964), US-amerikanischer Footballspieler
- Clark, Dick (1929–2012), US-amerikanischer ModeratorDick Clark (1929–2012)

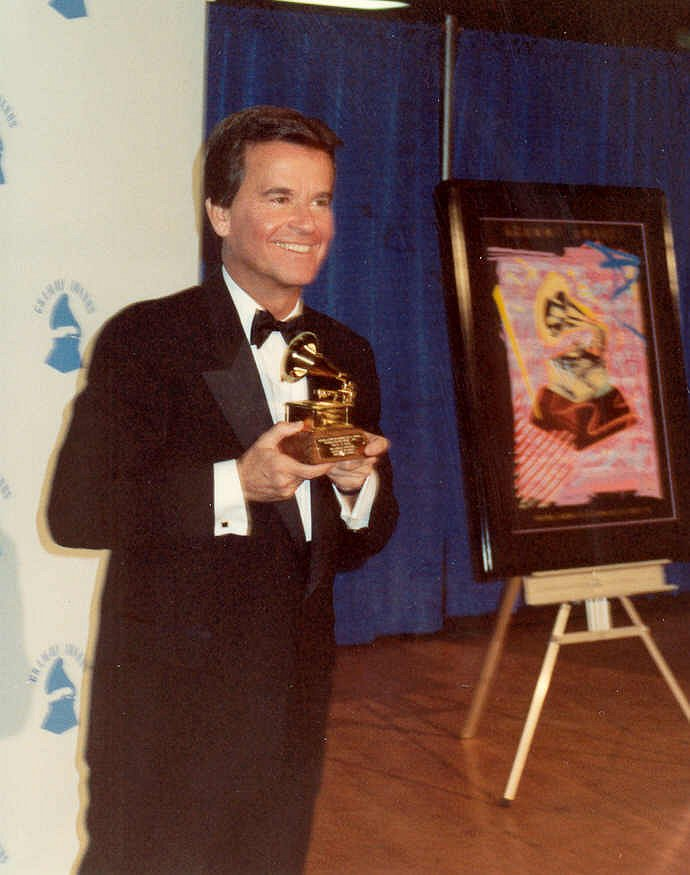
Dick Clark (1929–2012)

- Clark, Don (1915–1999), US-amerikanischer Eishockeyfunktionär
- Clark, Don (* 1930), US-amerikanischer Psychologe und Autor
- Clark, Doug (* 1977), britischer Badmintonspieler (Falklandinseln)
- Clark, Douglas (1948–2023), US-amerikanischer Serienmörder
- Clark, Duncan (1915–2003), britischer Hammerwerfer
- Clark, Dwight (1957–2018), US-amerikanischer American-Football-Spieler und -funktionär

##### Clark, E
- Clark, E. S. (1862–1955), US-amerikanischer Jurist und Politiker (Republikanische Partei)
- Clark, Earl (1906–1978), US-amerikanischer American-Football-Spieler und -Trainer
- Clark, Earl (* 1988), US-amerikanischer Basketballspieler
- Clark, Edward (1811–1882), amerikanischer Unternehmer, Rechtsanwalt und Mäzen
- Clark, Edward (1815–1880), US-amerikanischer Politiker
- Clark, Edward (1822–1902), US-amerikanischer Architekt
- Clark, Edward (1878–1954), US-amerikanischer Schauspieler
- Clark, Edward W. (1849–1907), US-amerikanischer Pädagoge und Geistlicher
- Clark, Edward William (* 1946), US-amerikanischer Geistlicher und emeritierter römisch-katholischer Weihbischof in Los Angeles
- Clark, Edwin (1927–2025), nigerianischer Nationalist, Ijaw-Nationalfuhrer und Politiker
- Clark, Eleanor (1913–1996), US-amerikanische Schriftstellerin
- Clark, Elisha (1752–1838), Veteran der Amerikanischen Revolution, US-amerikanischer Politiker und Richter
- Clark, Ellery (1874–1949), US-amerikanischer Leichtathlet
- Clark, Embury P. (1845–1928), US-amerikanischer Generalmajor der Massachusetts Volunteer Milita
- Clark, Emily (* 1995), kanadische Eishockeyspielerin und -trainerin
- Clark, Emory (* 1938), US-amerikanischer Ruderer
- Clark, Eric D. (* 1966), US-amerikanischer Musiker, Musikproduzent und DJ der elektronischen Tanzmusik
- Clark, Ernest (1864–1951), britischer Beamter und Gouverneur von Tasmanien
- Clark, Ernest (1898–1993), britischer Geher
- Clark, Ernest (1912–1994), britischer Schauspieler in Film, Fernsehen und Theater
- Clark, Eugene (1873–1942), US-amerikanischer Erfinder des Gabelstaplers und Unternehmer
- Clark, Eugene (* 1951), US-amerikanischer Film- und TheaterschauspielerEugene Clark (* 1951)

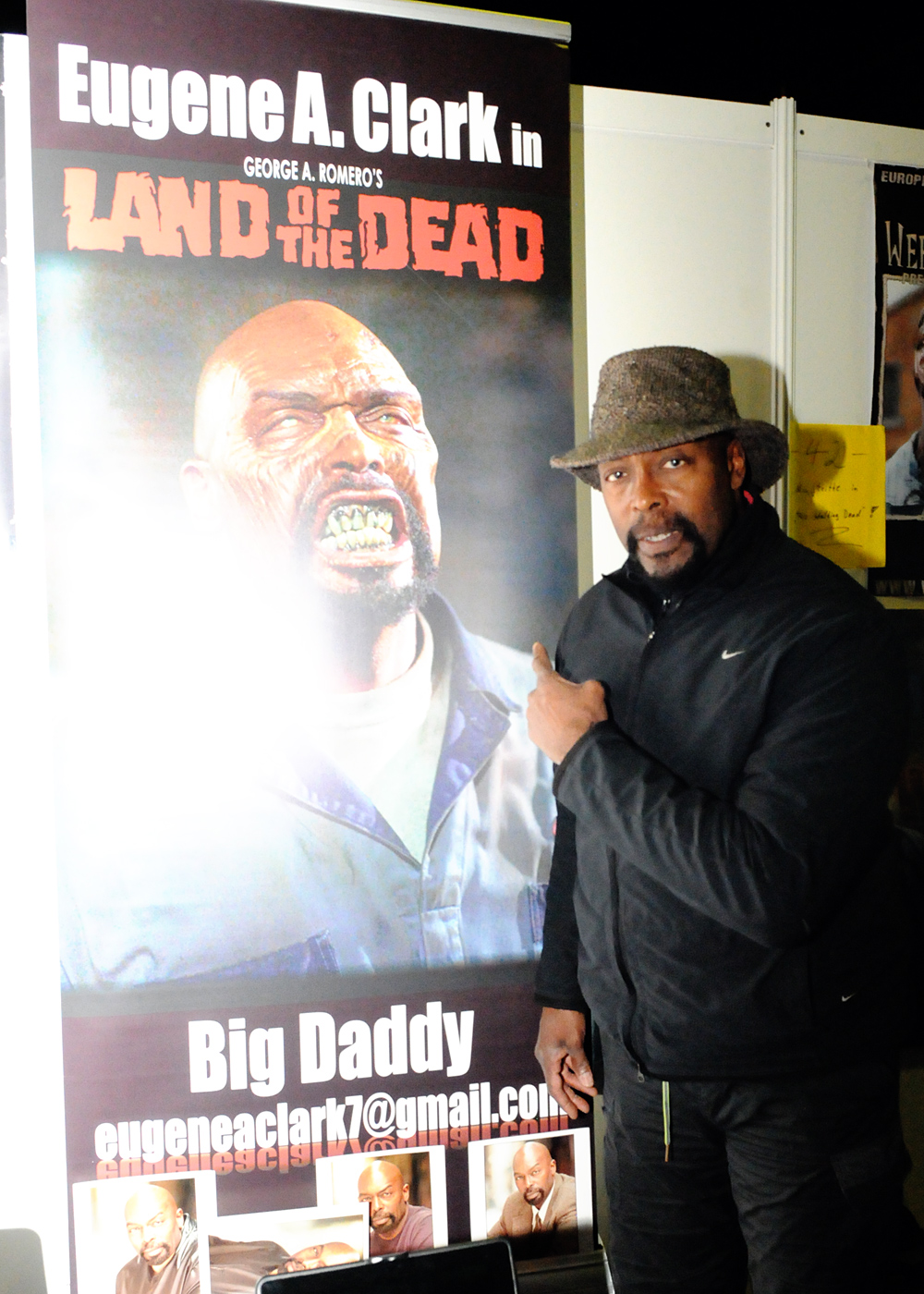
Eugene Clark (* 1951)

- Clark, Eugenie (1922–2015), US-amerikanische Zoologin und Professorin
- Clark, Ezra (1813–1896), US-amerikanischer Politiker

##### Clark, F
- Clark, Francis Edward (1851–1927), US-amerikanischer Pastor, Gründer von Christian Endeavour (CE)
- Clark, Frank (1860–1936), US-amerikanischer Politiker
- Clark, Frank (* 1943), australischer Geher
- Clark, Frank (* 1943), englischer Fußballspieler und -trainer
- Clark, Frank (* 1993), US-amerikanischer American-Football-Spieler
- Clark, Frank M. (1915–2003), US-amerikanischer Politiker
- Clark, Franklin (1801–1874), US-amerikanischer Politiker
- Clark, Fred (1914–1968), US-amerikanischer Schauspieler

##### Clark, G
- Clark, Gabriel (* 1987), kanadischer Pornodarsteller
- Clark, Galen (1814–1910), kanadisch-amerikanischer Naturschützer und Autor
- Clark, Garnet (1917–1938), US-amerikanischer Jazzpianist
- Clark, Gary junior (* 1984), US-amerikanischer Musiker und SchauspielerGary Clark junior (* 1984)

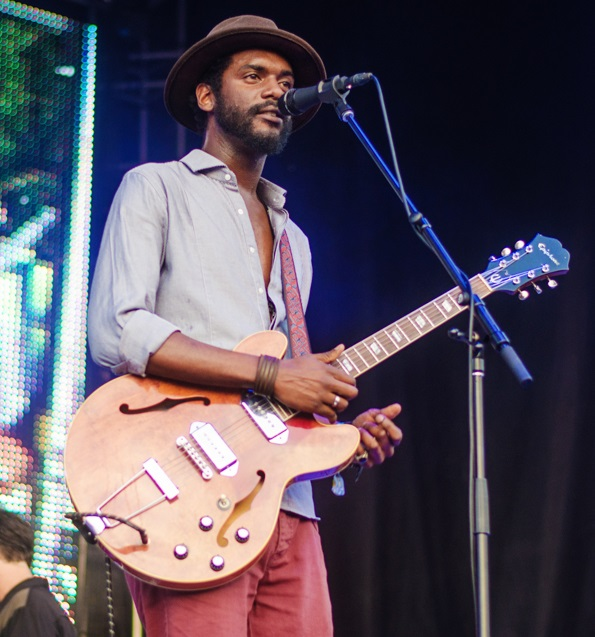
Gary Clark junior (* 1984)

- Clark, Gene (1944–1991), US-amerikanischer Country-Musiker
- Clark, George Bassett (1827–1891), US-amerikanischer Astronom
- Clark, George H. (1881–1956), US-amerikanischer Sammler
- Clark, George Norman (1890–1979), britischer Historiker
- Clark, George Rogers (1752–1818), US-amerikanischer PionierGeorge Rogers Clark (1752–1818)

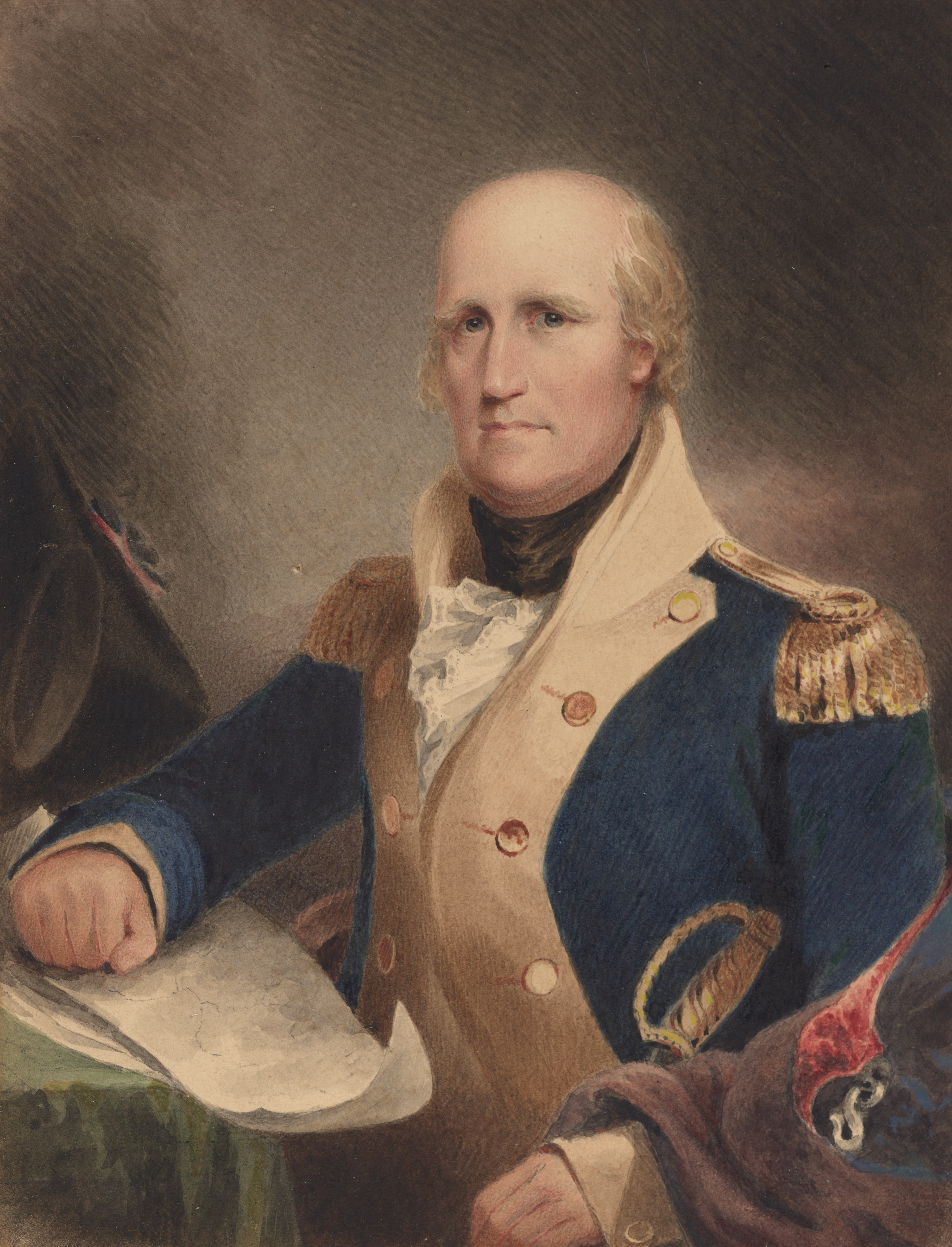
George Rogers Clark (1752–1818)

- Clark, Georgia Neese (1898–1995), US-amerikanische Schauspielerin, Bänkerin, Geschäftsfrau und Regierungsbeamtin
- Clark, Gillian (* 1946), britische Altertumswissenschaftlerin
- Clark, Gillian (* 1961), englische Badmintonspielerin
- Clark, Glen (* 1957), kanadischer Politiker
- Clark, Gloryette (1934–2014), US-amerikanische Filmeditorin und Drehbuchautorin
- Clark, Graeme (* 1935), australischer Hals-Nasen-Ohren-Arzt und Chirurg
- Clark, Graham (1941–2023), britischer Opernsänger (Tenor)
- Clark, Grahame (1907–1995), britischer Prähistoriker
- Clark, Greg (* 1967), britischer Politiker (Conservative Party), Mitglied des House of Commons
- Clark, Gregory (* 1957), britischer Ökonom
- Clark, Gus (1913–1979), belgischer Jazz- und Unterhaltungsmusiker
- Clark, Guy (1941–2016), US-amerikanischer Country-Musiker und Singer-Songwriter

##### Clark, H
- Clark, Hamish (* 1965), schottischer Schauspieler
- Clark, Hazel (* 1977), US-amerikanische Leichtathletin
- Clark, Helen (* 1950), neuseeländische PolitikerinHelen Clark (* 1950)

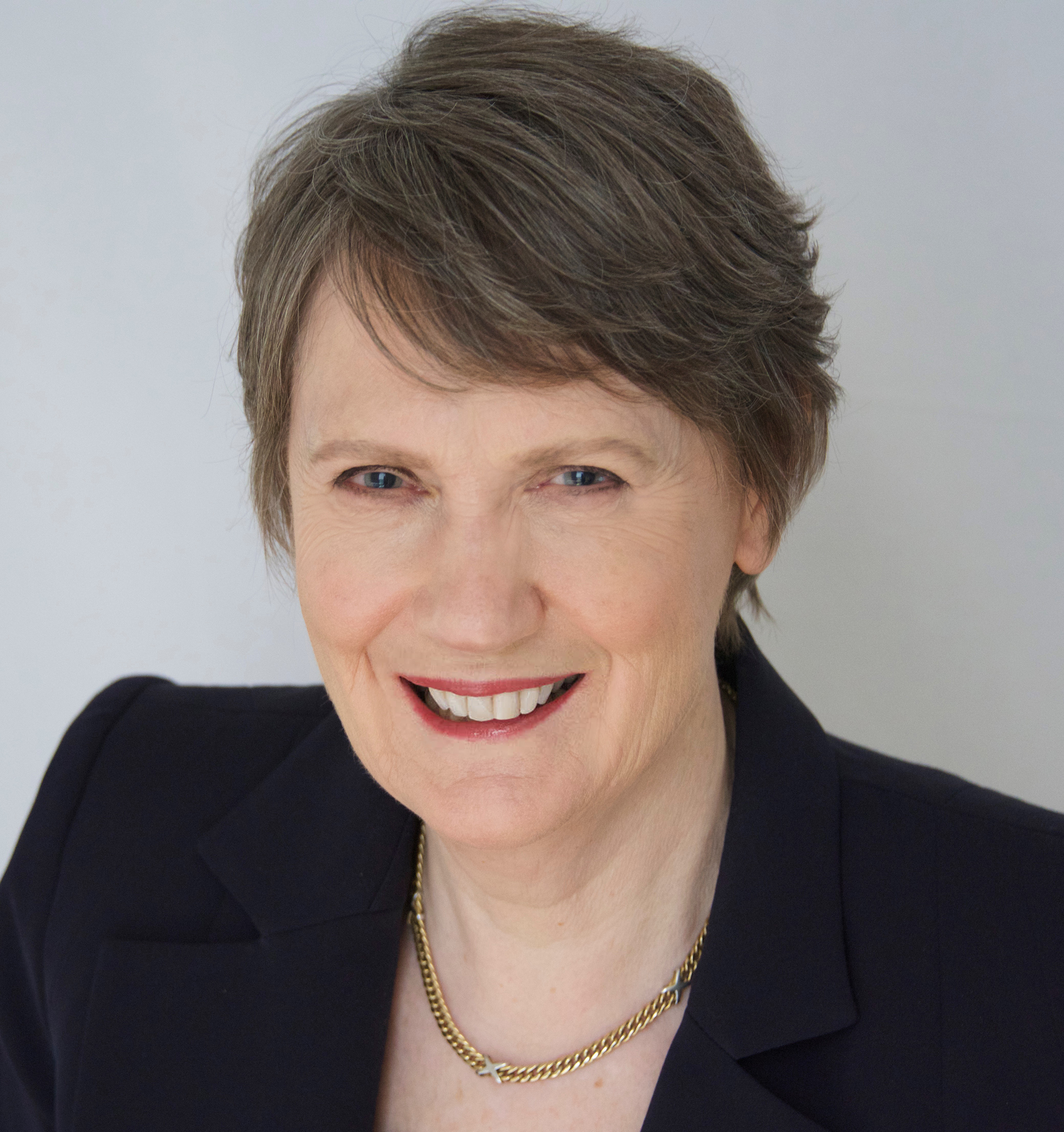
Helen Clark (* 1950)

- Clark, Helen Bright (1840–1927), englisch-britische Frauenrechts- und -wahlrechtsaktivistin
- Clark, Henry Alden (1850–1944), US-amerikanischer Politiker
- Clark, Henry James (1826–1873), US-amerikanischer Zoologe und Botaniker
- Clark, Henry Selby (1809–1869), US-amerikanischer Politiker
- Clark, Henry Toole (1808–1874), US-amerikanischer Politiker
- Clark, Hilda (1881–1955), britische Medizinerin und Pazifistin
- Clark, Homer Pierce (1868–1970), US-amerikanischer Verleger
- Clark, Horace F. (1815–1873), US-amerikanischer Politiker
- Clark, Huguette M. (1906–2011), US-amerikanische Millionärin und Exzentrikerin
- Clark, Hulda Regehr (1928–2009), kanadische Physiologin und Alternativmedizinerin

##### Clark, I
- Clark, Ian (* 1970), US-amerikanischer Volleyball- und Beachvolleyballspieler
- Clark, Ian (* 1991), US-amerikanischer Basketballspieler

##### Clark, J
- Clark, J. Bayard (1882–1959), US-amerikanischer Politiker
- Clark, J. Reuben (1871–1961), US-amerikanischer Rechtsanwalt, Diplomat und Funktionär der Kirche Jesu Christi der Heiligen der Letzten Tage
- Clark, Jack (* 1887), australischer Radrennfahrer
- Clark, Jadrian (* 1994), US-amerikanischer American-Football-Spieler
- Clark, James (1779–1839), US-amerikanischer Politiker
- Clark, James (1788–1870), britischer Mediziner
- Clark, James (* 1963), britischer Diplomat
- Clark, James (* 1964), britischer Informatiker, aktiv in der XML/SGML-Entwicklung
- Clark, James B. (1908–2000), US-amerikanischer Filmeditor sowie Film- und Fernsehregisseur
- Clark, James H. (* 1944), US-amerikanischer Unternehmer der IT- bzw. ComputerindustrieJames H. Clark (* 1944)

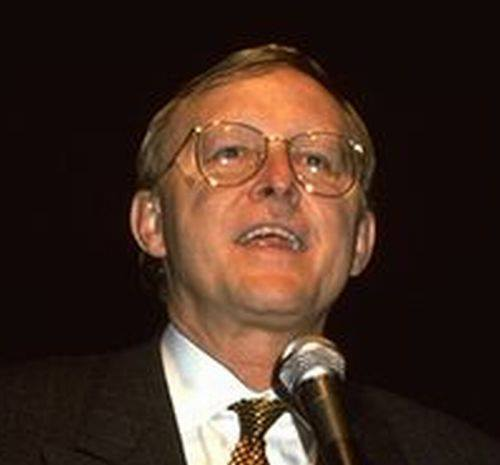
James H. Clark (* 1944)

- Clark, James L. (1883–1969), US-amerikanischer Präparator, Fotograf, Bildhauer und Forscher
- Clark, James Matthew (* 1956), US-amerikanischer Paläontologe
- Clark, James West (1779–1843), US-amerikanischer Politiker
- Clark, Jamie (* 1996), schottischer Dartspieler
- Clark, Janet (* 1967), deutsche Schriftstellerin
- Clark, Jared (* 1998), vanuatuischer Fußballspieler
- Clark, Jay (1880–1948), US-amerikanischer Sportschütze
- Clark, Jeff (* 1957), US-amerikanischer Surfer
- Clark, Jeffrey (* 1967), US-amerikanischer Jurist
- Clark, Jenista (* 1988), US-amerikanische Fußballspielerin
- Clark, Jenna (* 2001), schottische Fußballspielerin
- Clark, Jessica, britische Schauspielerin
- Clark, Jim (1931–2016), britischer Filmeditor und Filmregisseur
- Clark, Jim (1936–1968), britischer AutorennfahrerJim Clark (1936–1968)

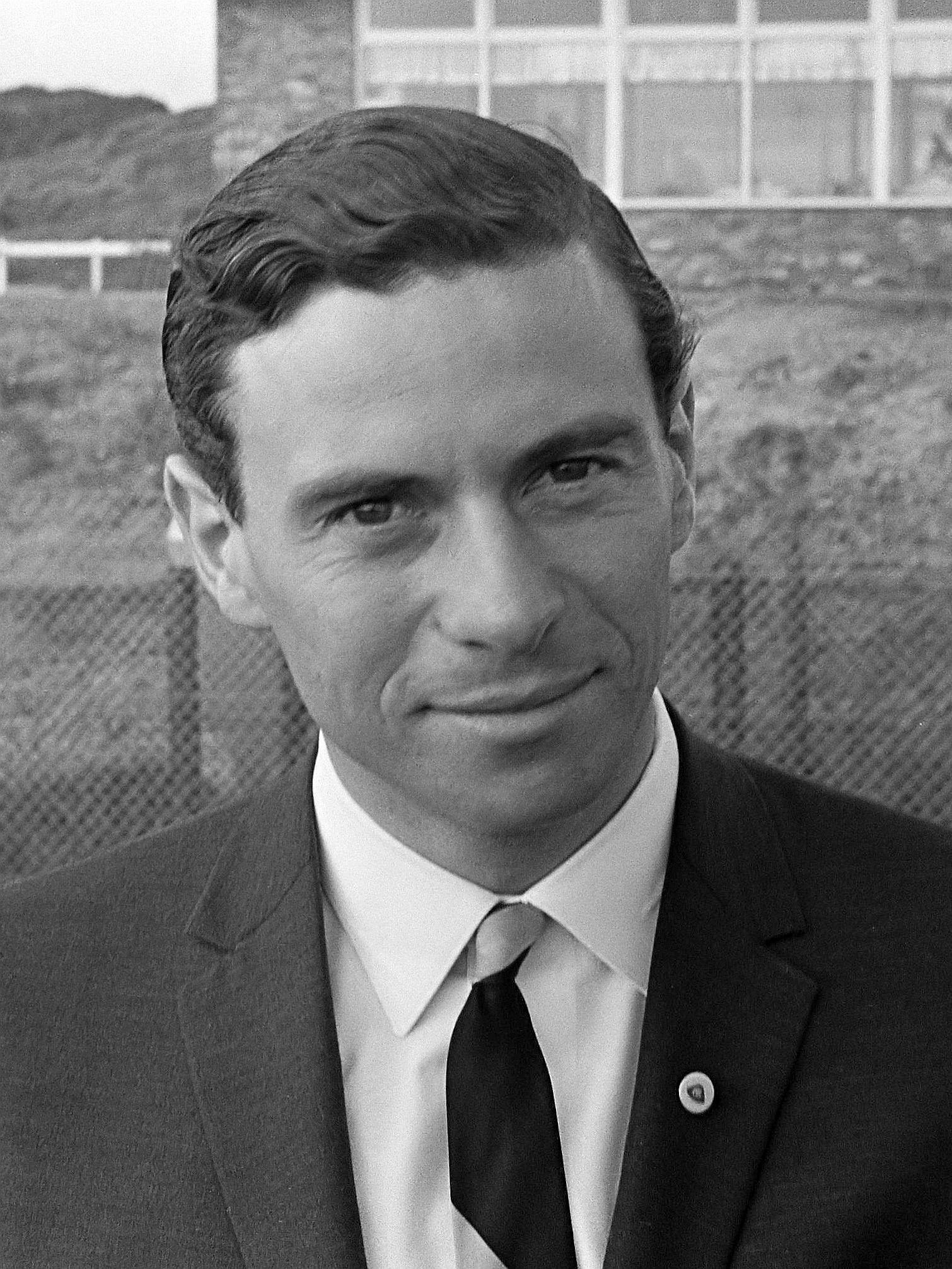
Jim Clark (1936–1968)

- Clark, Jim (* 1950), britischer Ruderer
- Clark, Jimmy (* 1913), schottischer Fußballspieler
- Clark, Joan M. (* 1922), US-amerikanische Diplomatin, Botschafterin in Malte und Assistant Secretary of State
- Clark, Joe (* 1939), kanadischer Politiker
- Clark, John (1761–1821), US-amerikanischer Politiker
- Clark, John (1766–1832), US-amerikanischer Politiker und Gouverneur von Georgia
- Clark, John (1830–1905), russisch-lettischer Maler der Düsseldorfer Schule
- Clark, John (1941–2025), schottischer Fußballspieler und -trainer
- Clark, John (* 1944), US-amerikanischer Jazzmusiker (Horn, Komposition)
- Clark, John (* 1964), schottischer Fußballspieler
- Clark, John Bates (1847–1938), US-amerikanischer Ökonom
- Clark, John Bullock (1802–1885), US-amerikanischer Politiker
- Clark, John Bullock junior (1831–1903), US-amerikanischer Politiker, General der Konföderierten Staaten im Amerikanischen Bürgerkrieg
- Clark, John C. (1793–1852), US-amerikanischer Jurist und Politiker
- Clark, John D. (1907–1988), US-amerikanischer Chemiker und Science-Fiction-Fan
- Clark, John Davidson (1884–1961), US-amerikanischer Ökonom und Politiker
- Clark, John Desmond (1916–2002), britischer Paläoanthropologe
- Clark, John Maurice (1884–1963), US-amerikanischer Ökonom
- Clark, John Pepper (1935–2020), nigerianischer Schriftsteller und Literaturprofessor
- Clark, John W. (* 1935), US-amerikanischer Physiker
- Clark, Jordan (* 1991), kanadische Schauspielerin, Tänzerin und Kontorsionistin
- Clark, Joseph (1861–1956), US-amerikanischer Tennisspieler
- Clark, Joseph J. (1893–1971), US-amerikanischer Admiral in der United States Navy während des Zweiten Weltkrieges
- Clark, Joseph S. (1901–1990), US-amerikanischer Politiker
- Clark, Joseph Warner (1856–1885), englischer Physiker
- Clark, Josh (* 1955), US-amerikanischer Schauspieler
- Clark, Josiah Latimer (1822–1898), englischer Ingenieur
- Clark, Julie (* 1948), US-amerikanische Kunstfliegerin und Verkehrsflugzeugführerin
- Clark, June (1900–1963), US-amerikanischer Jazz-Trompeter

##### Clark, K
- Clark, Karen (* 1945), US-amerikanische Politikerin
- Clark, Karen (* 1972), kanadische Synchronschwimmerin
- Clark, Karen (* 1978), kanadische Ruderin
- Clark, Katherine (* 1963), US-amerikanische Politikerin der Demokratischen ParteiKatherine Clark (* 1963)

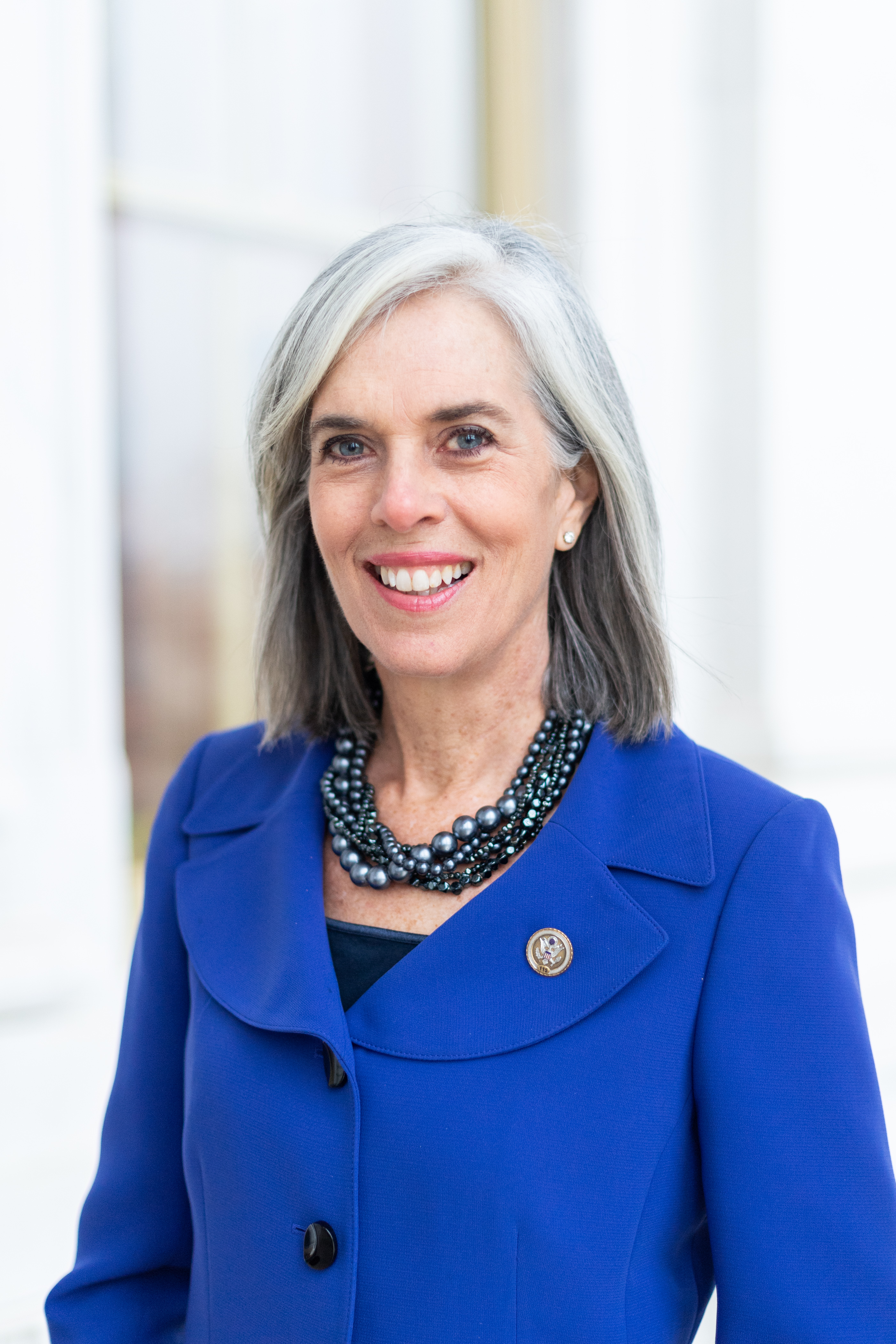
Katherine Clark (* 1963)

- Clark, Katy (* 1967), britische Politikerin
- Clark, Kelly (* 1983), US-amerikanische Snowboarderin
- Clark, Ken (1927–2009), US-amerikanischer Schauspieler
- Clark, Kenneth (1903–1983), britischer Kunsthistoriker, Museumsdirektor und Autor
- Clark, Kenneth (1914–2005), US-amerikanischer Psychologe und Menschenrechtler
- Clark, Kenny (* 1961), schottischer Fußballschiedsrichter
- Clark, Kenny (* 1995), US-amerikanischer American-Football-Spieler
- Clark, Kevin (* 1987), kanadischer Eishockeyspieler
- Clark, Kevin Alexander (1988–2021), US-amerikanischer Musiker und Filmschauspieler
- Clark, Kim B. (* 1949), US-amerikanischer Universitätspräsident
- Clark, Kirsten Lee (* 1977), US-amerikanische Skirennläuferin

##### Clark, L
- Clark, Land (* 1962), US-amerikanischer Schiedsrichter im American Football
- Clark, LaRena (1904–1991), kanadische Folksängerin
- Clark, Larry (* 1943), US-amerikanischer Filmregisseur und FotografLarry Clark (* 1943)

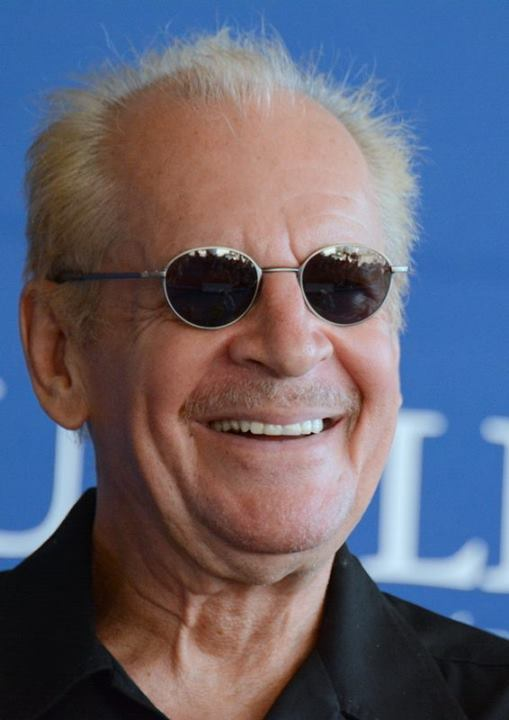
Larry Clark (* 1943)

- Clark, Laurel (1961–2003), US-amerikanische Astronautin
- Clark, Lee (* 1972), englischer Fußballspieler und -trainer
- Clark, Leland (1918–2005), US-amerikanischer Biochemiker
- Clark, Les (1907–1979), US-amerikanischer Animator
- Clark, Lincoln (1800–1886), US-amerikanischer Politiker
- Clark, Linwood (1876–1965), US-amerikanischer Politiker
- Clark, Lot (1788–1862), US-amerikanischer Jurist und Politiker
- Clark, Louis (1947–2021), britischer Keyboarder und Arrangeur
- Clark, Lygia (1920–1988), brasilianische Malerin, Bildhauerin und Installationskünstlerin
- Clark, Lynda, Baroness Clark of Calton (* 1949), britische Richterin und Politikerin (ehemals Labour)

##### Clark, M
- Clark, Mamo (1914–1986), US-amerikanische Filmschauspielerin
- Clark, Manning (1915–1991), australischer Historiker
- Clark, Marcia (* 1953), US-amerikanische Staatsanwältin, TV-Korrespondentin und Buchautorin
- Clark, Marguerite (1883–1940), US-amerikanische Schauspielerin
- Clark, Marjorie (1909–1993), südafrikanische Hürdenläuferin, Sprinterin und Hochspringerin
- Clark, Mark (1947–1969), US-amerikanischer Bürgerrechtsaktivist
- Clark, Mark W. (1896–1984), US-amerikanischer General
- Clark, Martin (* 1968), englischer Snookerspieler
- Clark, Mary Ellen (* 1962), US-amerikanische Wasserspringerin
- Clark, Mary Higgins (1927–2020), US-amerikanische KrimiautorinMary Higgins Clark (1927–2020)

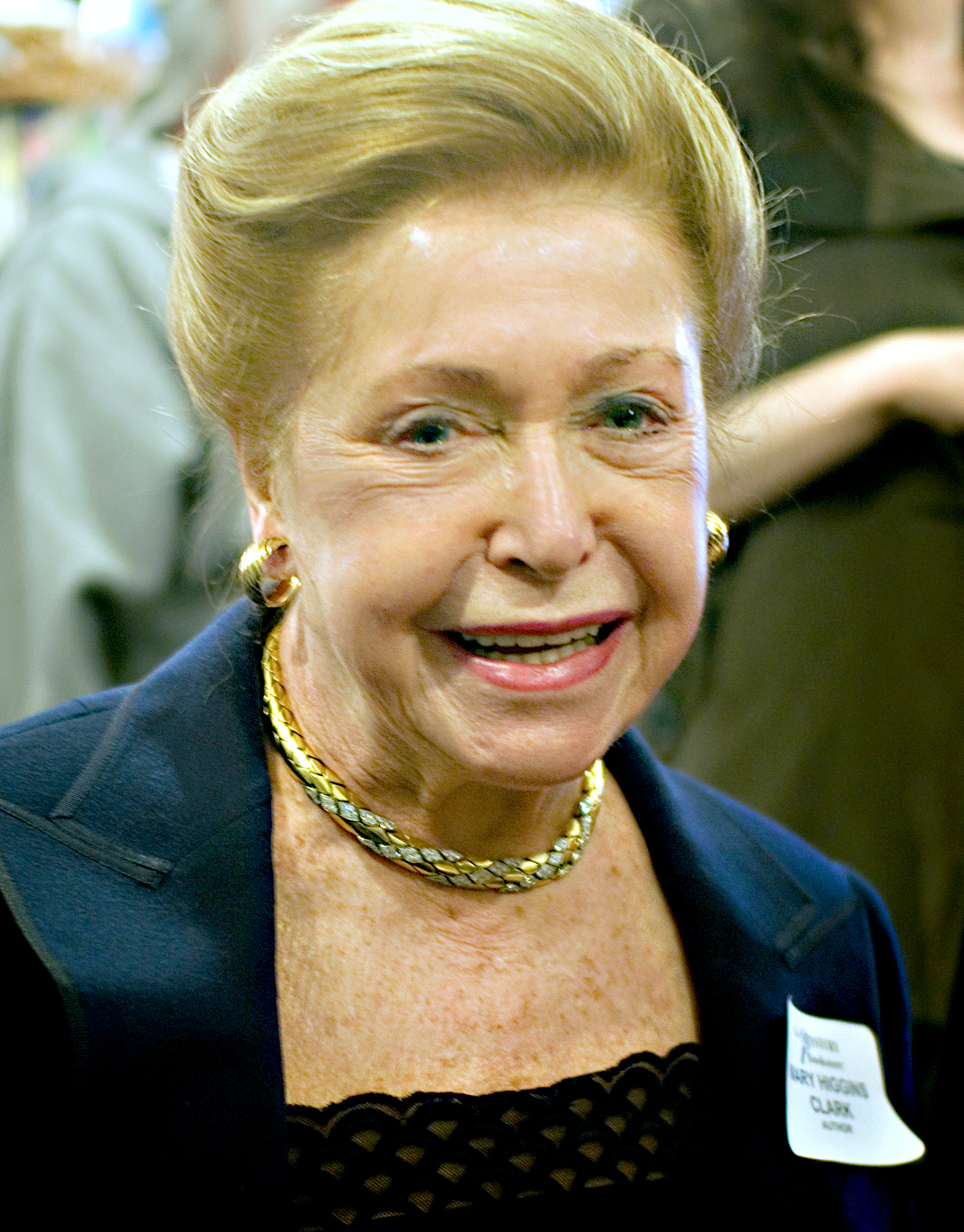
Mary Higgins Clark (1927–2020)

- Clark, Mary Jane (* 1954), US-amerikanische Autorin
- Clark, Mat (* 1990), kanadischer Eishockeyspieler
- Clark, Matt (* 1936), US-amerikanischer Schauspieler
- Clark, Matt (* 1968), englischer Dartspieler
- Clark, Matthew Harvey (1937–2023), US-amerikanischer Geistlicher, römisch-katholischer Bischof von Rochester
- Clark, Maureen Harding (* 1946), irische Juristin
- Clark, May (1889–1984), britische Schauspielerin der Stummfilmzeit
- Clark, Megan (* 1958), australische Geologin und Unternehmerin
- Clark, Michael (* 1962), schottischer Tänzer und Choreograf
- Clark, Mike (* 1946), US-amerikanischer Jazz- und Fusion-Schlagzeuger
- Clark, Morag (1929–2019), britische Gehörlosenpädagogin
- Clark, Morfydd (* 1989), walisische Film- und TheaterschauspielerinMorfydd Clark (* 1989)

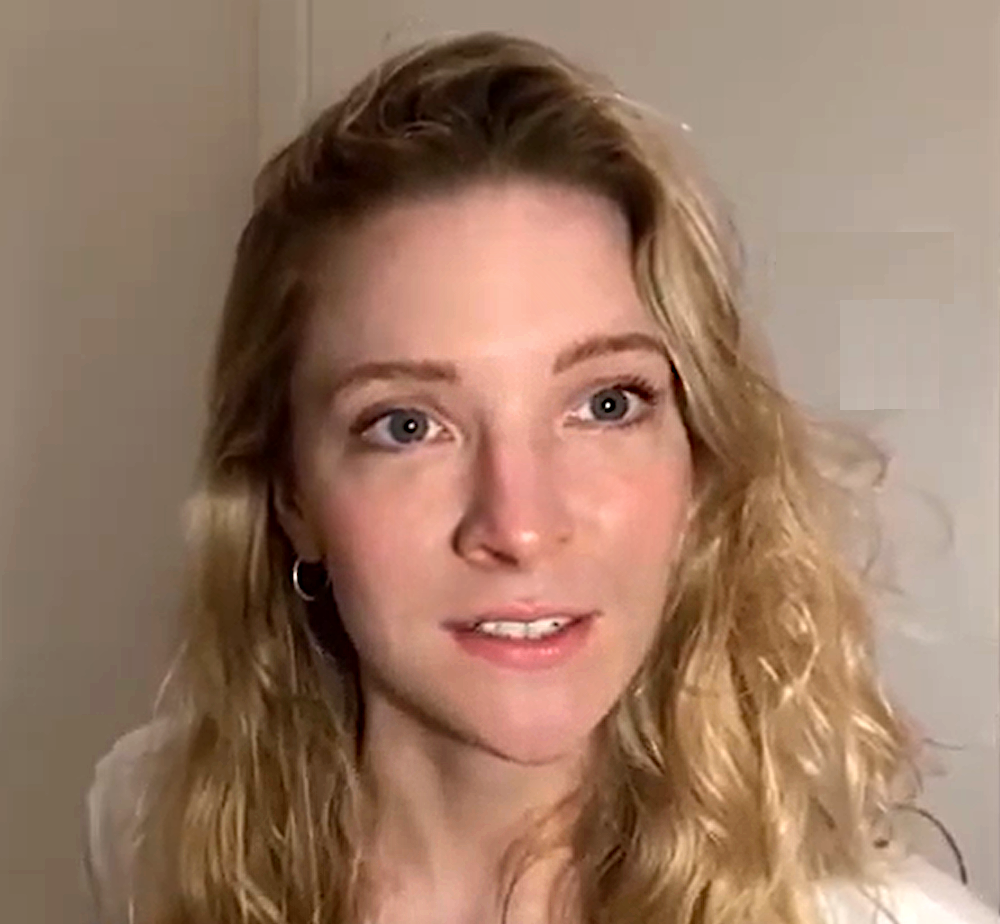
Morfydd Clark (* 1989)

- Clark, Myron H. (1806–1892), US-amerikanischer Politiker und Gouverneur des Bundesstaates New York (1855–1857)

##### Clark, N
- Clark, Nancy Talbot (1825–1901), US-amerikanische Ärztin
- Clark, Nicky (* 1991), schottischer Fußballspieler
- Clark, Noel A. (* 1940), US-amerikanischer Physiker und Hochschullehrer

##### Clark, O
- Clark, Ocky (* 1960), US-amerikanischer Mittelstreckenläufer
- Clark, Oliver (* 1939), US-amerikanischer Schauspieler
- Clark, Oscar (* 1989), US-amerikanischer Straßenradrennfahrer

##### Clark, P
- Clark, P. Djèlí (* 1971), amerikanischer Schriftsteller und Historiker
- Clark, Paraskeva (1898–1986), russisch-kanadische Malerin
- Clark, Paul (1947–2015), US-amerikanischer Pokerspieler
- Clark, Paul Franklin (1882–1983), US-amerikanischer Bakteriologe und Hochschullehrer
- Clark, Peter (1915–2000), britischer Autorennfahrer
- Clark, Peter (* 1933), britischer Langstreckenläufer
- Clark, Peter (1948–1996), britischer Autorennfahrer
- Clark, Petula (* 1932), britische Schauspielerin und SchlagersängerinPetula Clark (* 1932)

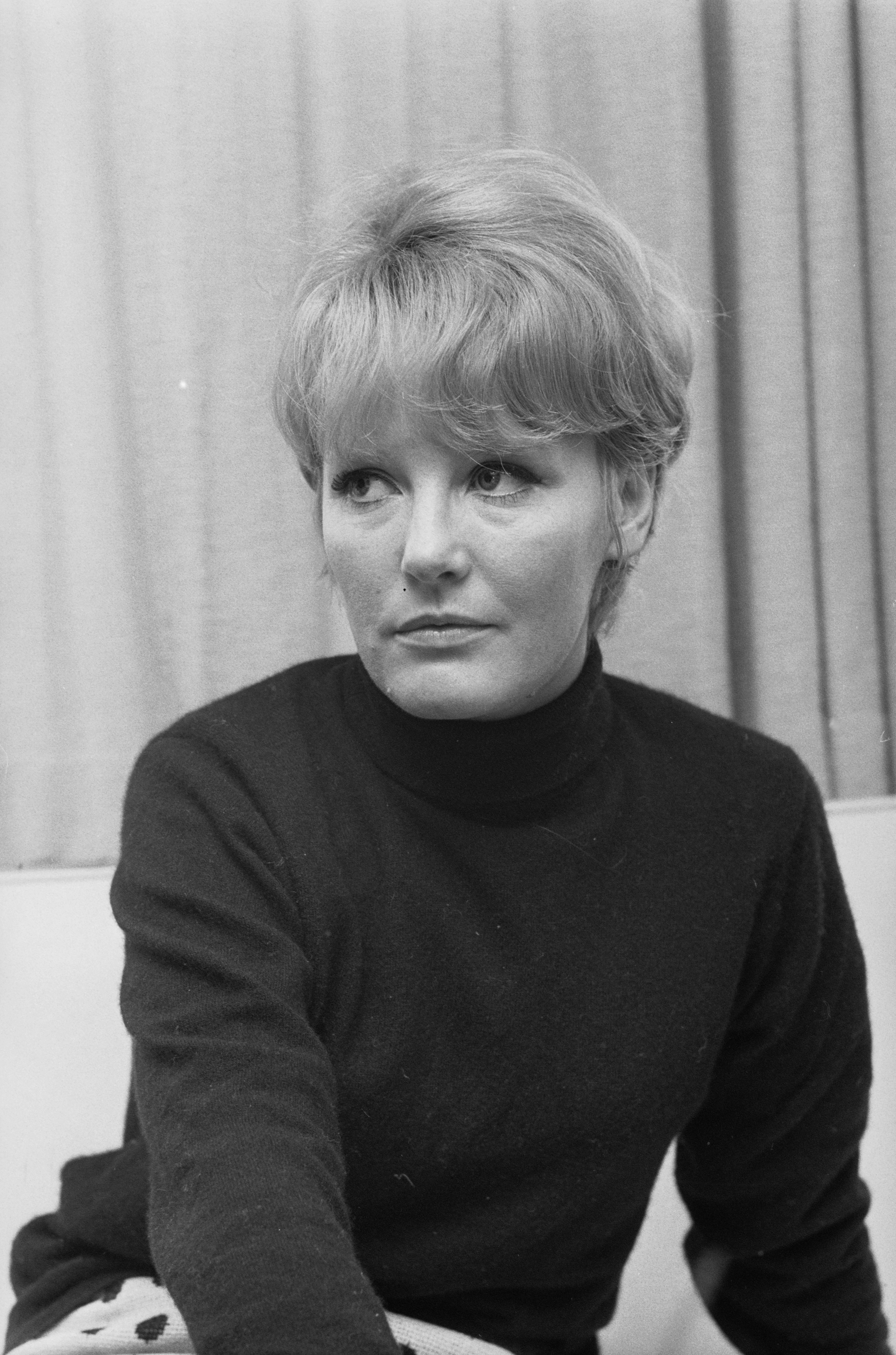
Petula Clark (* 1932)

- Clark, Pol (* 1912), belgischer Jazzmusiker (Tenorsaxophon, Klarinette)

##### Clark, R
- Clark, Ralph (1762–1794), britischer Marineoffizier und Verfasser von Tagebüchern
- Clark, Ramsey (1927–2021), US-amerikanischer Jurist und Politiker
- Clark, Ranza (* 1961), kanadische Mittelstreckenläuferin
- Clark, Red (1894–1960), US-amerikanischer Jazzmusiker
- Clark, Rhys (* 1994), schottischer Snookerspieler
- Clark, Ricardo (* 1983), US-amerikanischer Fußballspieler
- Clark, Richard C. (1928–2023), US-amerikanischer Politiker (Demokratische Partei)
- Clark, Richard M. (* 1964), US-amerikanischer Offizier, Generalleutnant der US Air Force
- Clark, Robert (1777–1837), US-amerikanischer Arzt und Politiker
- Clark, Robert (1882–1950), britischer Zoologe und Polarforscher
- Clark, Robert C. (* 1944), US-amerikanischer Rechtswissenschaftler und Autor
- Clark, Robert Sterling (1877–1956), amerikanischer Unternehmer, Autor, Kunstsammler, Mäzen und Museumsgründer
- Clark, Robert T. (* 1948), US-amerikanischer Offizier, Generalleutnant der US-Army
- Clark, Robin (1935–2018), neuseeländisch-britischer Chemiker
- Clark, Robin, US-amerikanische Sängerin
- Clark, Robin (* 1982), deutscher Hardstyle-DJ und Musikproduzent
- Clark, Roger (* 1944), britischer Langstreckenläufer
- Clark, Roger (* 1978), irisch-US-amerikanischer Schauspieler und SynchronsprecherRoger Clark (* 1978)

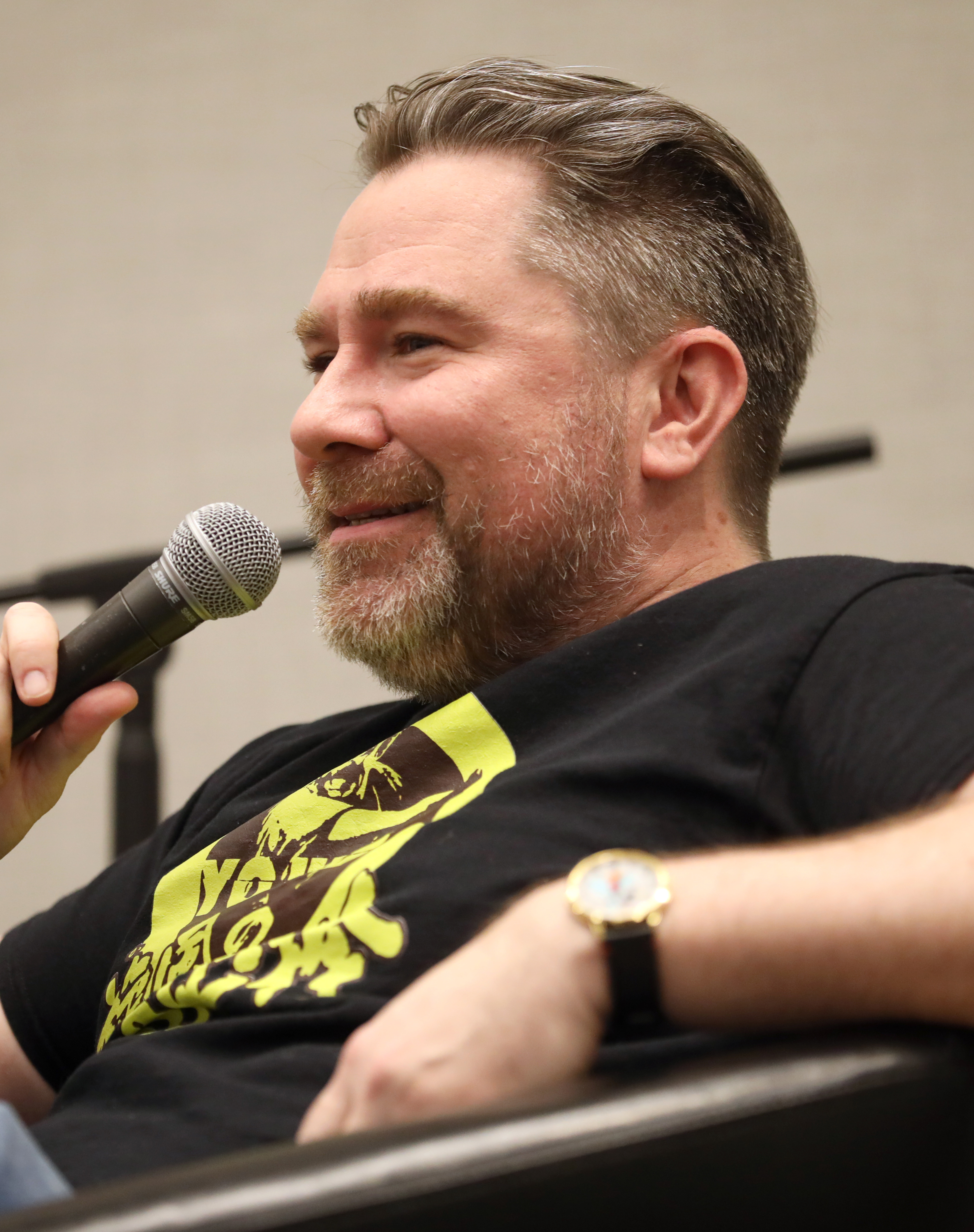
Roger Clark (* 1978)

- Clark, Ron (* 1971), US-amerikanischer Lehrer
- Clark, Ronald (* 1956), deutscher Landschaftsarchitekt und -ingenieur, Autor und Herausgeber sowie Direktor der Herrenhäuser Gärten in Hannover
- Clark, Ronald P. (* 1966), US-amerikanischer Offizier, General der US-Army
- Clark, Ronald W. (1916–1987), britischer Autor und Biograf
- Clark, Roy (1933–2018), US-amerikanischer Country-MusikerRoy Clark (1933–2018)

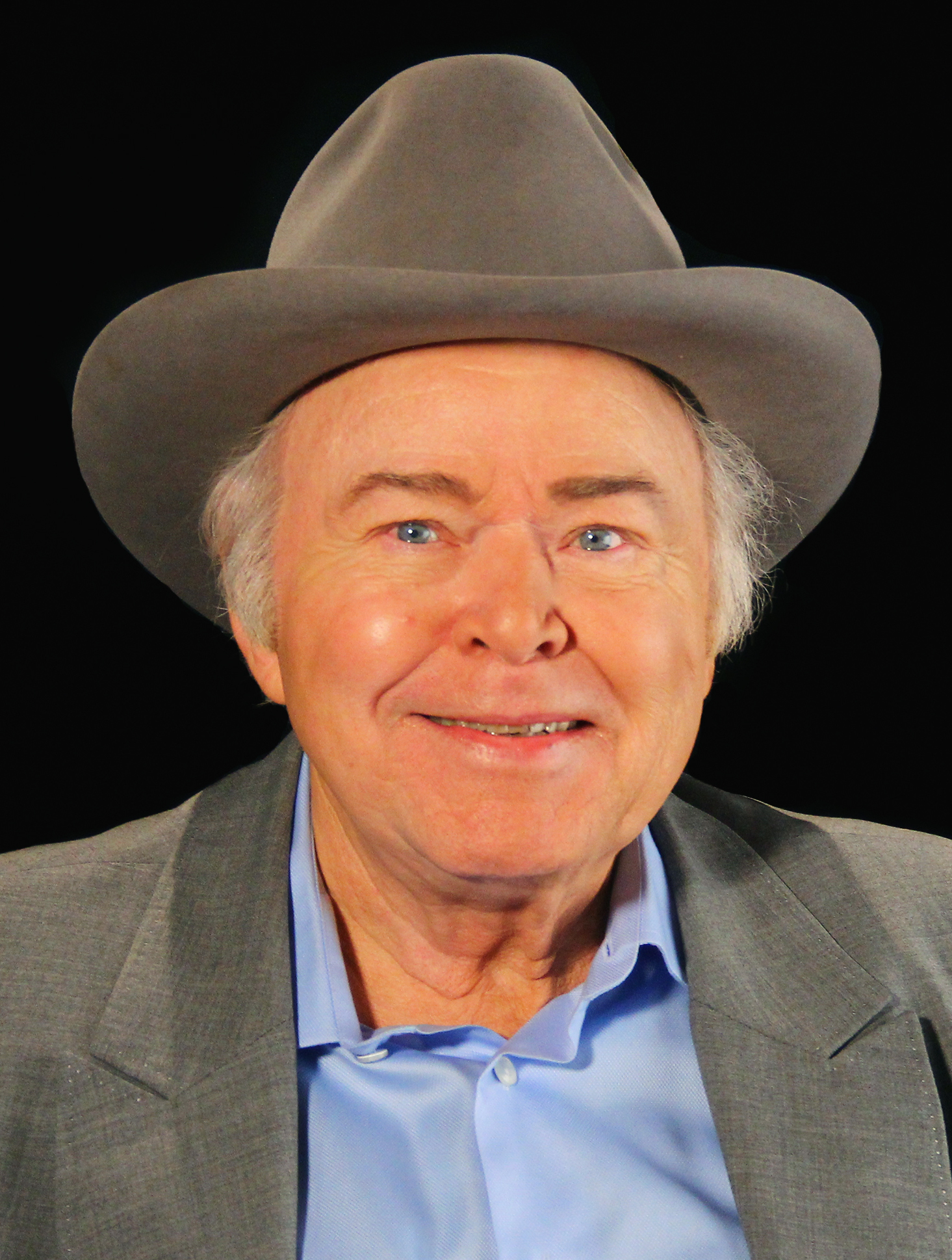
Roy Clark (1933–2018)

- Clark, Roy Peter (* 1948), amerikanischer Schriftsteller, Redakteur und Schreiblehrer
- Clark, Rush (1834–1879), US-amerikanischer Politiker
- Clark, Ryan (* 1992), englischer Snookerspieler

##### Clark, S
- Clark, Sally (* 1958), neuseeländische Reiterin
- Clark, Samuel (1800–1870), US-amerikanischer Politiker
- Clark, Samuel Findlay (1909–1998), kanadischer Generalleutnant
- Clark, Samuel M. (1842–1900), US-amerikanischer Politiker
- Clark, Sanford (1935–2021), US-amerikanischer Rockabilly-Musiker
- Clark, Sarah (* 1978), britische Judoka
- Clark, Saskia (* 1979), britische Seglerin
- Clark, Scott, US-amerikanischer Jazzmusiker (Schlagzeug, Komposition)
- Clark, Septima Poinsette (1898–1987), US-amerikanische Bürgerrechtlerin
- Clark, Sharon (* 1943), US-amerikanische Schauspielerin und Playboymodell
- Clark, Sherman (1899–1980), US-amerikanischer Rudersportler und hoher Militär
- Clark, Simon (* 1958), britischer Schriftsteller
- Clark, Sonny (1931–1963), US-amerikanischer Jazzpianist
- Clark, Spencer († 1998), US-amerikanischer Jazzmusiker
- Clark, Spencer (1987–2006), US-amerikanischer Rennfahrer
- Clark, Spencer Treat (* 1987), US-amerikanischer FilmschauspielerSpencer Treat Clark (* 1987)

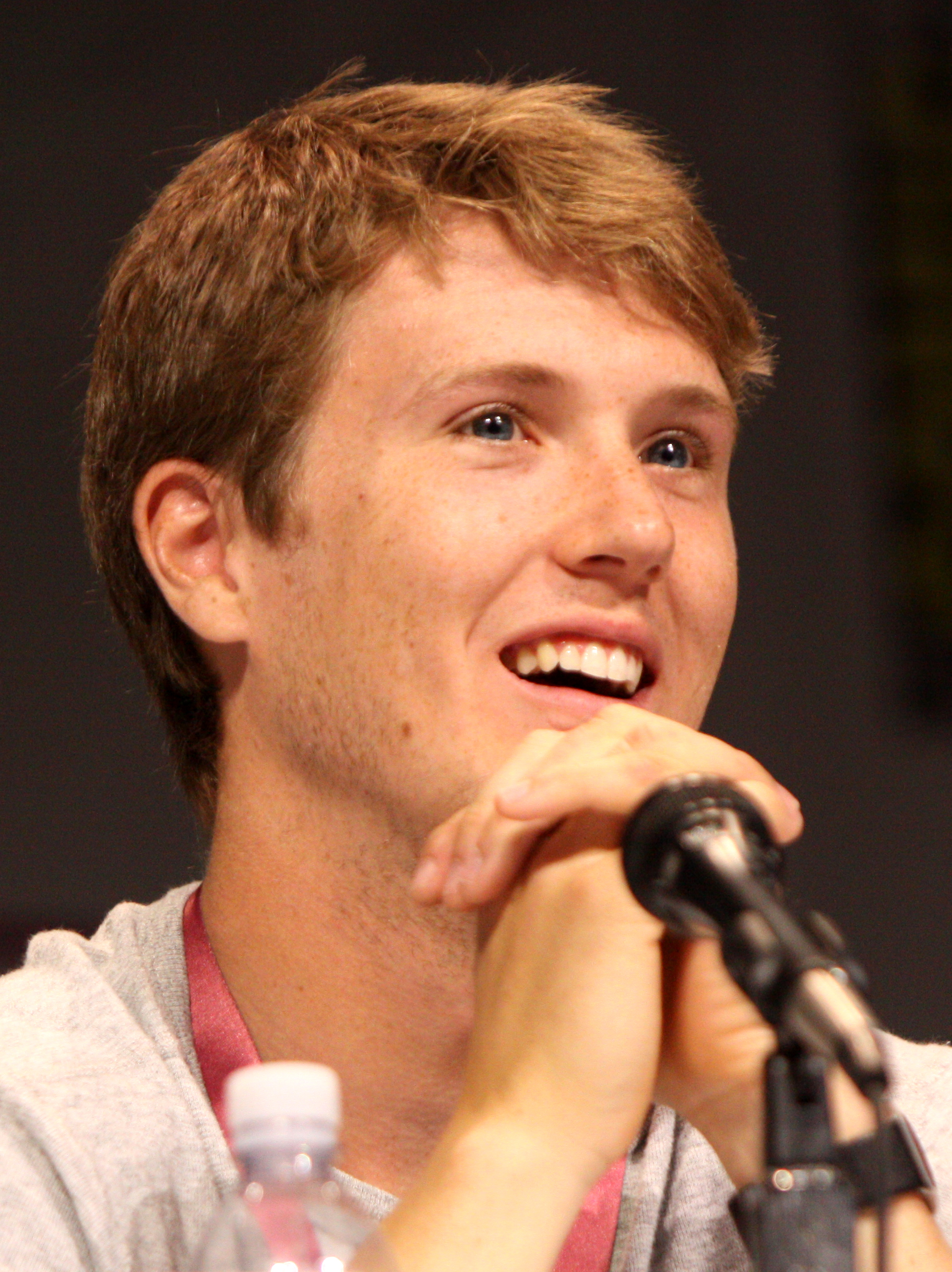
Spencer Treat Clark (* 1987)

- Clark, Stephen (* 1792), US-amerikanischer Geschäftsmann und Politiker
- Clark, Stephen (* 1943), US-amerikanischer Schwimmer
- Clark, Stephon († 2018), US-amerikanisches Todesopfer bei einem Polizeieinsatz
- Clark, Steve (1960–1991), englischer Rockmusiker
- Clark, Steven Dearman (1957–2012), britischer Musiker, Musikproduzent, Arrangeur und Songwriter
- Clark, Susan (* 1943), kanadische Schauspielerin und Filmproduzentin

##### Clark, T
- Clark, Tamara (* 1999), US-amerikanische Sprinterin
- Clark, Terri (* 1968), kanadische Country-MusikerinTerri Clark (* 1968)

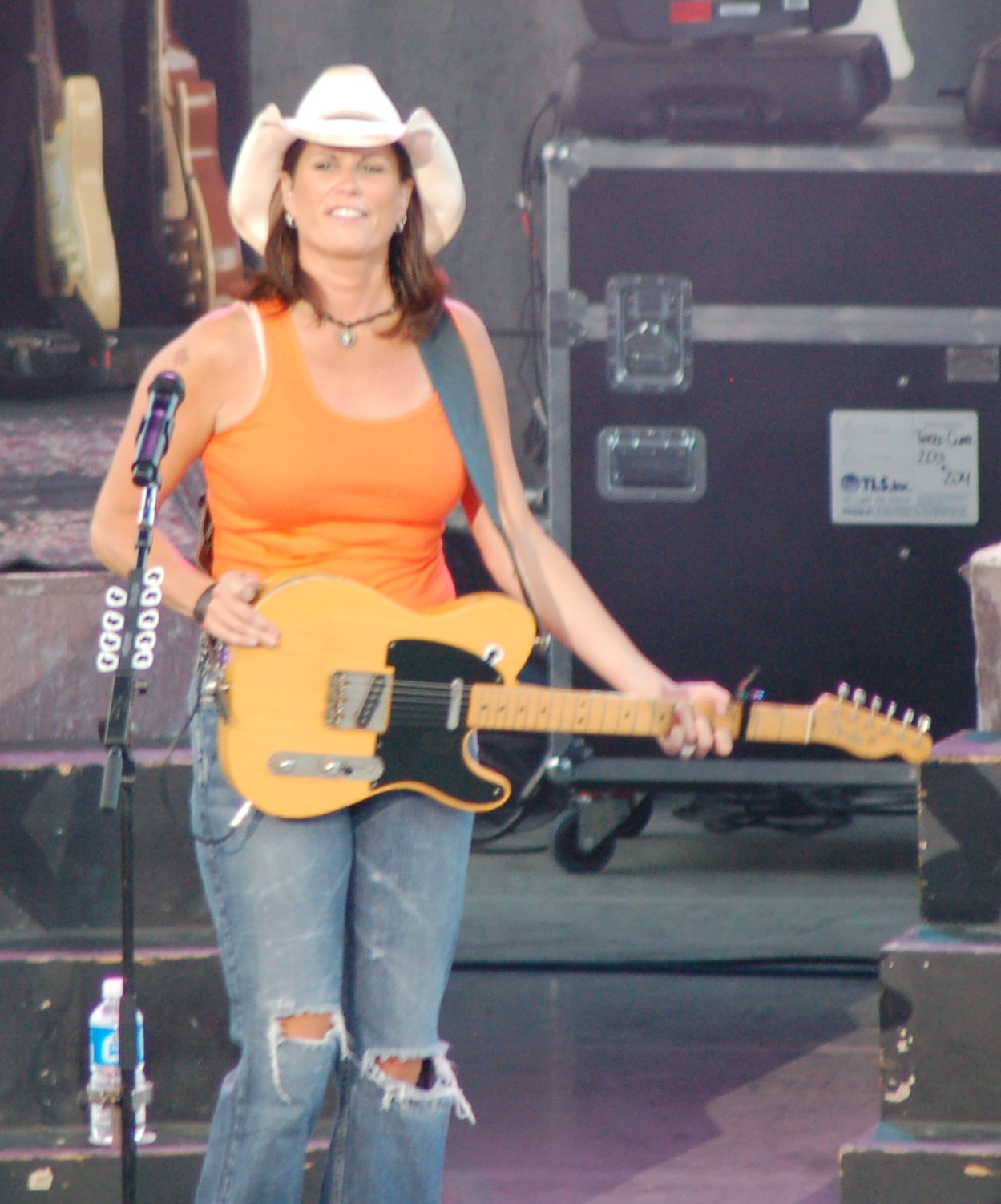
Terri Clark (* 1968)

- Clark, Tess (* 1996), US-amerikanische Volleyballspielerin
- Clark, Thomas (1801–1867), britischer Chemiker
- Clark, Thomas (* 1970), Wirtschaftsjournalist und Unternehmer
- Clark, Thomas D. (1903–2005), US-amerikanischer Historiker
- Clark, Thomas H. (1893–1996), britisch-US-amerikanisch-kanadischer Geologe und Paläontologe
- Clark, Tiffany (* 1961), US-amerikanische Pornodarstellerin
- Clark, Tim (* 1949), britischer Manager, Präsident der Airline Emirates und Vorsitzender der Emirates-Stiftung
- Clark, Tim (* 1975), südafrikanischer Golfspieler
- Clark, Timothy J. (* 1943), britischer Kunsthistoriker
- Clark, Tom (* 1971), deutscher Techno- und House-DJ, -Musiker und Labelbetreiber
- Clark, Tom C. (1899–1977), US-amerikanischer Jurist und Justizminister
- Clark, Tony (* 1954), australisch-britischer Maler

##### Clark, V
- Clark, Vernon E. (* 1944), US-amerikanischer Militär, Offizier der United States Navy
- Clark, Victoria (* 1959), US-amerikanische Schauspielerin

##### Clark, W
- Clark, W. C. (1939–2024), US-amerikanischer Bluesgitarrist, -sänger und -songwriter
- Clark, Walter Eli (1869–1950), US-amerikanischer Politiker
- Clark, Walter van Tilburg (1909–1971), amerikanischer Schriftsteller
- Clark, Wendel (* 1966), kanadischer Eishockeyspieler
- Clark, Wesley (* 1944), US-amerikanischer Politiker und ehemaliger NATO-OberbefehlshaberWesley Clark (* 1944)

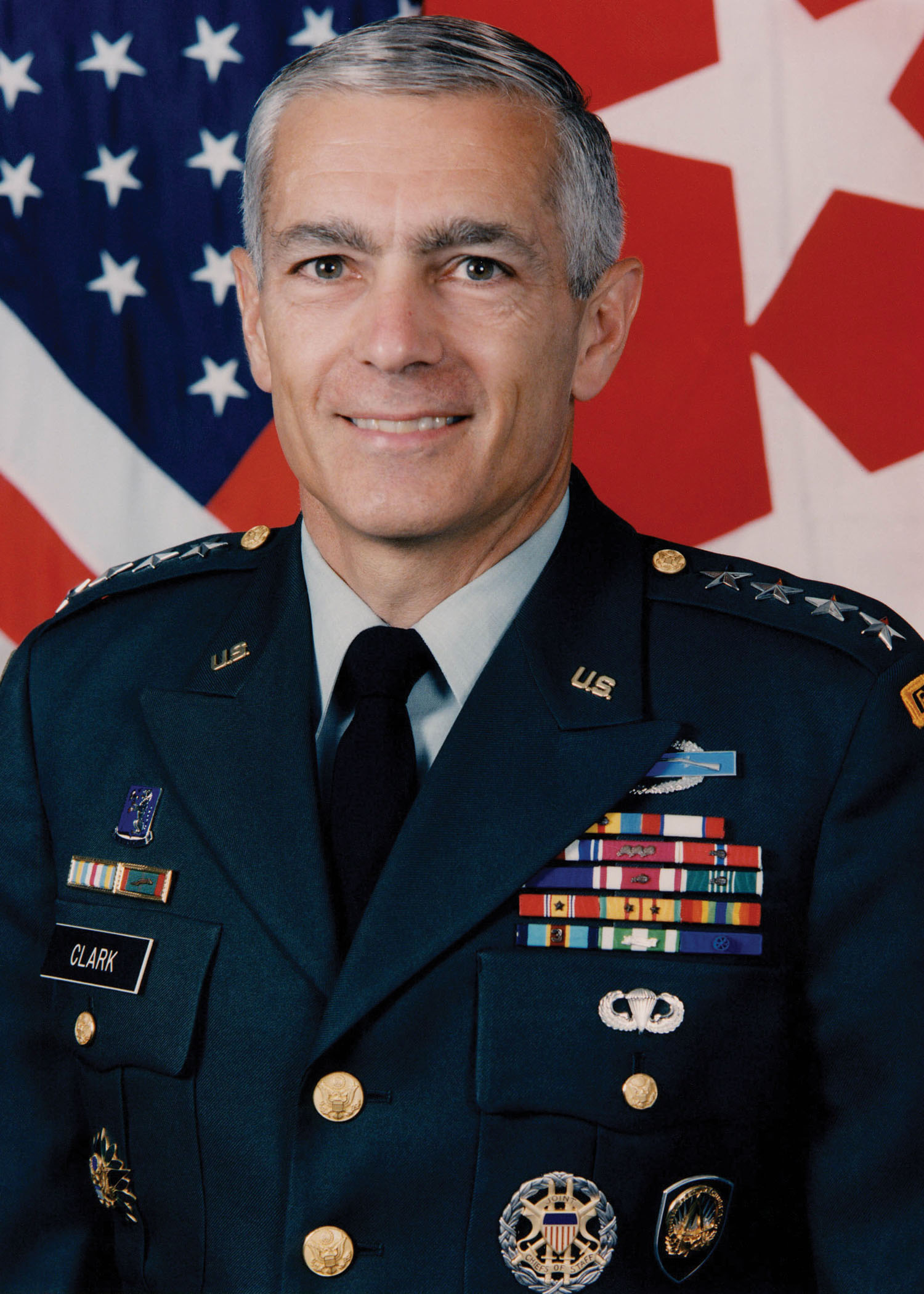
Wesley Clark (* 1944)

- Clark, Wesley A. (1927–2016), US-amerikanischer Computeringenieur
- Clark, Will (* 1968), US-amerikanischer Pornodarsteller und AIDS-Aktivist
- Clark, William (1770–1838), US-amerikanischer Soldat und Entdecker, Mitglied der Lewis-und-Clark-Expedition
- Clark, William (1774–1851), US-amerikanischer Politiker
- Clark, William (1842–1913), US-amerikanischer Bogenschütze
- Clark, William A. (1839–1925), US-amerikanischer Politiker (Demokratische Partei)
- Clark, William Bullock (1860–1917), US-amerikanischer Geologe und Paläontologe
- Clark, William George (1821–1878), englischer Altphilologe und Shakespeare-Forscher
- Clark, William junior (1930–2008), US-amerikanischer Diplomat
- Clark, William M. (1884–1964), US-amerikanischer Biochemiker
- Clark, William Mortimer (1836–1915), kanadischer Rechtsanwalt, Vizegouverneur von Ontario
- Clark, William P. (1931–2013), US-amerikanischer Jurist und Politiker
- Clark, William Roberts (* 1962), US-amerikanischer Politikwissenschaftler
- Clark, William S. junior (1798–1871), US-amerikanischer Farmer, Händler, Siedler, Soldat und Politiker
- Clark, William Smith (1826–1886), US-amerikanischer Botaniker, Professor für Botanik, Chemie und Zoologie
- Clark, William Thomas (1831–1905), US-amerikanischer Offizier und Politiker
- Clark, William Tierney (1783–1852), englischer Brückenbau-Ingenieur
- Clark, William White (1819–1883), US-amerikanischer Jurist und konföderierter Politiker
- Clark, William, Baron Clark of Kempston (1917–2004), britischer Politiker, Mitglied des House of Commons, Life Peer
- Clark, Wyndham (* 1993), US-amerikanischer GolfsportlerWyndham Clark (* 1993)

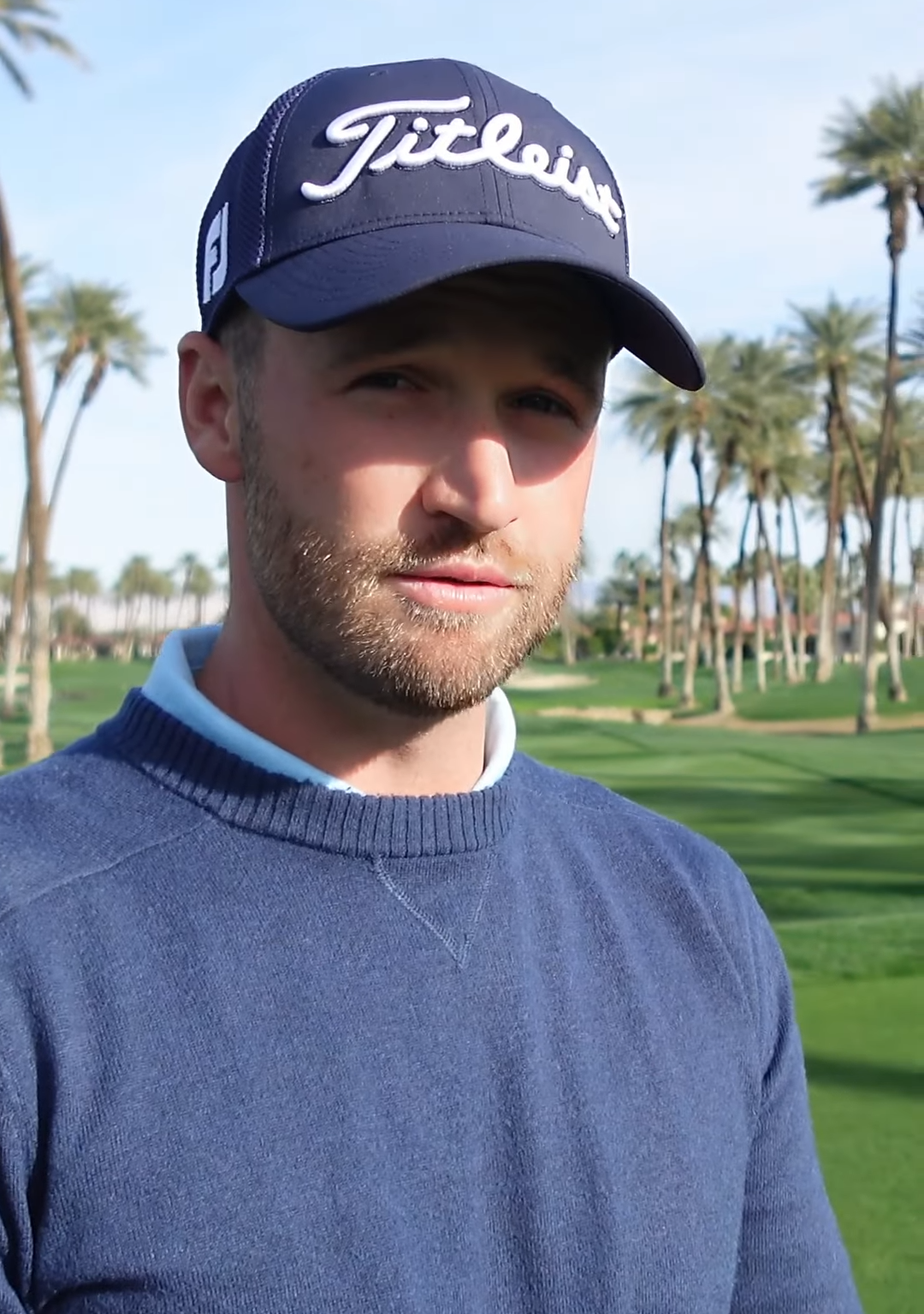
Wyndham Clark (* 1993)

##### Clark, Y
- Clark, Yvonne (1929–2019), US-amerikanische Ingenieurin und Hochschullehrerin

##### Clark, Z
- Clark, Zander (* 1992), schottischer Fußballtorhüter
- Clark, Zoey (* 1994), britische Sprinterin

#### Clark-

##### Clark-R
- Clark-Rouire, Jennifer (* 1975), kanadische Curlerin

##### Clark-S
- Clark-Sternberg, Kalli, britische Schauspielerin und Sängerin

#### Clarke
- Clarke Hall, Edna (1879–1979), britische Malerin
- Clarke, Alan (1935–1990), britischer Regisseur, Produzent und Autor
- Clarke, Alan (* 1962), irischer Fußballspieler
- Clarke, Alexander Ross (1828–1914), britischer Geodät
- Clarke, Alfie (* 2007), britischer Schauspieler
- Clarke, Allan (* 1942), britischer Sänger und SongwriterAllan Clarke (* 1942)

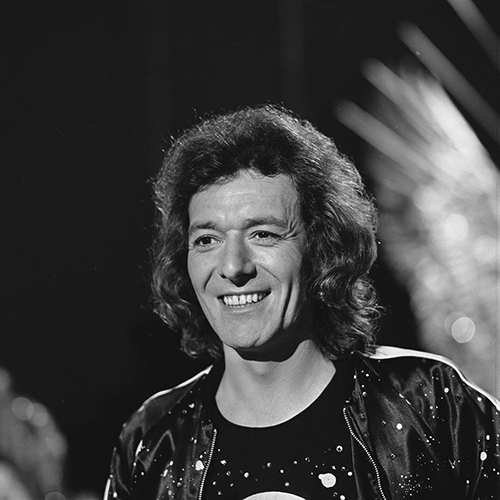
Allan Clarke (* 1942)

- Clarke, Allan (* 1946), englischer Fußballspieler und -trainer
- Clarke, Allen (* 1952), englischer Fußballspieler
- Clarke, Allistar (* 1990), Leichtathlet aus St. Kitts und Nevis
- Clarke, Amya (* 1999), Sprinterin aus St. Kitts und Nevis
- Clarke, Andrew (1793–1847), Gouverneur von Western Australia
- Clarke, Andrew (1824–1902), britischer Offizier und Gouverneur in Australien und Südostasien
- Clarke, Andy (* 1967), englischer Fußballspieler
- Clarke, Angela (* 1975), australische Volleyball- und Beachvolleyballspielerin
- Clarke, Anthony, Baron Clarke of Hampstead (* 1932), englischer Gewerkschafter und Politiker der Labour Party
- Clarke, Anthony, Baron Clarke of Stone-cum-Ebony (* 1943), britischer Richter und Jurist
- Clarke, Archibald S. (1788–1821), US-amerikanischer Jurist und Politiker
- Clarke, Arthur C. (1917–2008), britischer Science-Fiction-SchriftstellerArthur C. Clarke (1917–2008)

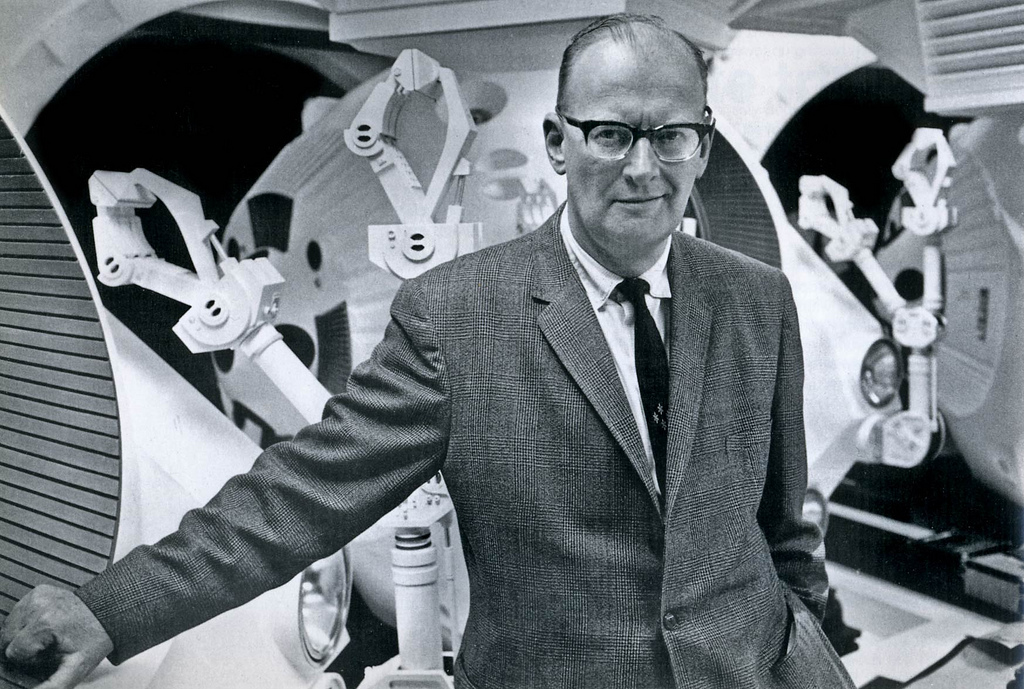
Arthur C. Clarke (1917–2008)

- Clarke, Augustine († 1841), US-amerikanischer Politiker, Anwalt, Bankier und Treasurer von Vermont
- Clarke, Austin (1896–1974), irischer Dichter und Dramatiker
- Clarke, Austin (1934–2016), afrokanadischer Schriftsteller, Journalist, Bürgerrechtler und Politiker
- Clarke, Babe, US-amerikanischer Jazz-Musiker
- Clarke, Bayard (1815–1884), US-amerikanischer Jurist und Politiker
- Clarke, Beverly L. (1809–1860), US-amerikanischer Politiker
- Clarke, Bobby (* 1949), kanadischer Eishockeyspieler
- Clarke, Brandon (* 1996), kanadisch-US-amerikanischer Basketballspieler
- Clarke, Brenda (1917–2012), südafrikanische Botanikerin und botanische Illustratorin
- Clarke, Brian (1953–2025), britischer Architekturkünstler, Maler und Grafiker
- Clarke, Bruce C. (1901–1988), US-amerikanischer Offizier, General der US Army
- Clarke, Bryan (1932–2014), britischer Evolutionsbiologe und Genetiker
- Clarke, Buck (1933–1988), amerikanischer Jazzperkussionist
- Clarke, Caitlin (1952–2004), US-amerikanische Theater- und Filmschauspielerin
- Clarke, Cam (* 1957), US-amerikanischer Synchronsprecher und Schauspieler
- Clarke, Charles (* 1950), britischer Politiker, Mitglied des House of Commons
- Clarke, Charles E. (1790–1863), US-amerikanischer Jurist und Politiker
- Clarke, Charles G. (1899–1983), US-amerikanischer Kameramann
- Clarke, Charles Mansfield (1839–1932), britischer Offizier und Gouverneur von Malta
- Clarke, Cheavon (* 1990), britischer Boxer
- Clarke, Christopher (* 1990), britischer Sprinter
- Clarke, Clifford, nigerianischer Fußballspieler
- Clarke, Clive (* 1980), irischer Fußballspieler
- Clarke, Colin (* 1962), nordirischer Fußballspieler und -trainer
- Clarke, Crystal, US-amerikanische Schauspielerin
- Clarke, Cyril (1907–2000), britischer Arzt, Genetiker und Lepidopterologe
- Clarke, Dan (* 1983), britischer Automobilrennfahrer
- Clarke, Darren (* 1968), nordirischer GolferDarren Clarke (* 1968)

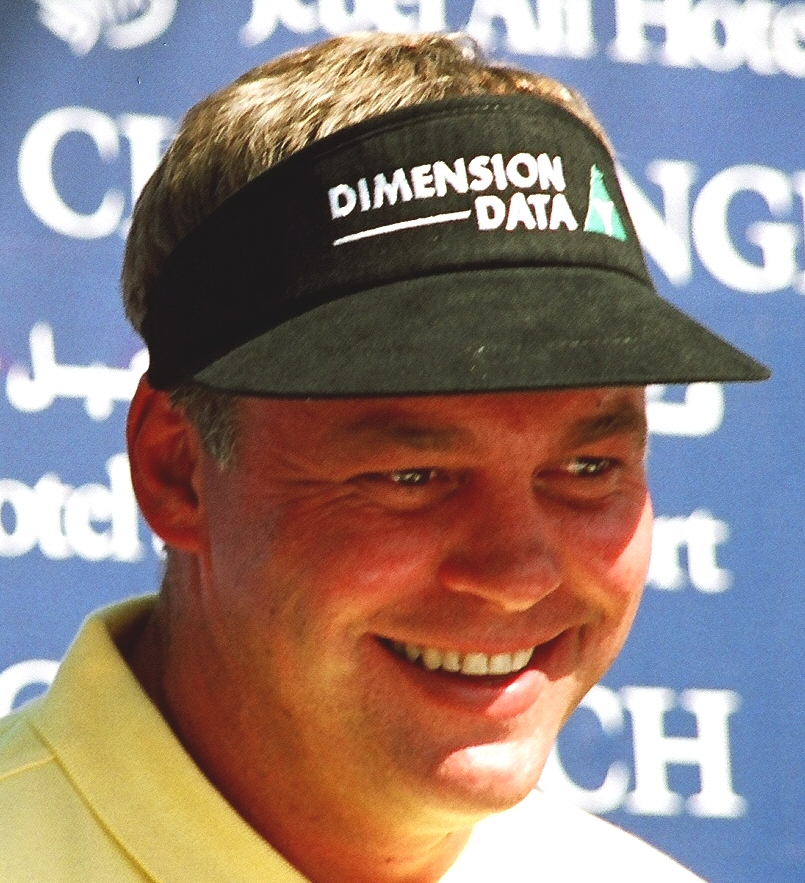
Darren Clarke (* 1968)

- Clarke, Darren (* 1970), englischer Snookerspieler
- Clarke, Dave (* 1968), britischer Techno-Musiker, DJ und Radiomoderator
- Clarke, Davian (* 1976), jamaikanischer Sprinter
- Clarke, David (1929–2002), britischer Autorennfahrer
- Clarke, David (* 1979), britischer Straßenradrennfahrer
- Clarke, David (* 1981), britischer Eishockeyspieler
- Clarke, David A. (* 1956), US-amerikanischer Sheriff
- Clarke, David Leonard (1937–1976), britischer Prähistoriker
- Clarke, David Michael (* 1969), britischer Konzept-, Foto- und Performancekünstler
- Clarke, Debbie (* 1961), kanadische Schwimmerin
- Clarke, Debbie (* 1983), walisische Folkpopsängerin
- Clarke, Derek (1937–1997), britischer Zehnkämpfer
- Clarke, Don (1933–2002), neuseeländischer Rugby-Union-Spieler
- Clarke, Don (* 1956), britisch-deutscher Stand-up-Comedian und Moderator
- Clarke, Dorothy Clotelle (1908–1992), US-amerikanische Romanistin
- Clarke, Douglas (1893–1962), britischer Dirigent, Musikpädagoge, Pianist, Organist und Komponist
- Clarke, Eddie (1950–2018), britischer Rockmusiker
- Clarke, Edgerton Roland (1929–2025), jamaikanischer römisch-katholischer Geistlicher, Erzbischof von Kingston in Jamaika
- Clarke, Edith (1883–1959), US-amerikanische Ingenieurin und Professorin für Elektrotechnik
- Clarke, Edmund M. (1945–2020), US-amerikanischer Informatiker und Turing-Preisträger
- Clarke, Édouard (1867–1917), kanadischer Organist und Pianist
- Clarke, Edward (1850–1905), kanadischer Journalist und Politiker, 26. Bürgermeister von Toronto
- Clarke, Edward Daniel (1769–1822), englischer Reisender und Mineraloge
- Clarke, Elizabeth († 1645), Opfer der Hexenverfolgung
- Clarke, Ellis (1917–2010), Politiker und Staatspräsident von Trinidad und Tobago
- Clarke, Emilia (* 1986), britische SchauspielerinEmilia Clarke (* 1986)

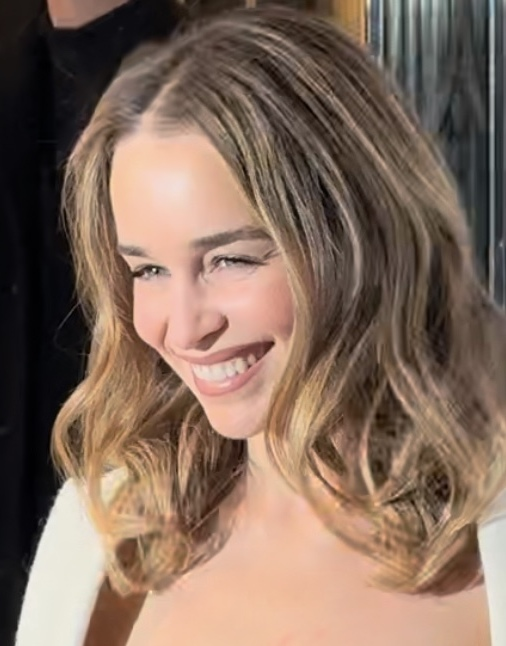
Emilia Clarke (* 1986)

- Clarke, Emmy (* 1991), US-amerikanische Schauspielerin
- Clarke, Eric (* 1933), schottischer Politiker
- Clarke, Everton (* 1992), jamaikanischer Sprinter
- Clarke, F. R. C. (1931–2009), kanadischer Organist, Chorleiter, Komponist und Musikpädagoge
- Clarke, Floyd I. (* 1942), US-amerikanischer Regierungsbeamter
- Clarke, Frank (1915–2002), britischer Filmeditor
- Clarke, Frank (* 1951), irischer Richter und Prozessanwalt
- Clarke, Frank Gay (1850–1901), US-amerikanischer Politiker
- Clarke, Frank Wigglesworth (1847–1931), US-amerikanischer Geologe und Chemiker
- Clarke, Frazer (* 1991), britischer Boxer
- Clarke, Frederick J. (1915–2002), US-amerikanischer Offizier, Generalleutnant der US-Army
- Clarke, Freeman (1809–1887), US-amerikanischer Politiker
- Clarke, George (1676–1760), Gouverneur der britischen Kolonie New York
- Clarke, George (* 1974), britischer Architekt, TV-Moderator, Dozent und Schriftsteller
- Clarke, George Elliott (* 1960), kanadischer Literaturprofessor und Autor
- Clarke, George W. (1852–1936), US-amerikanischer Politiker
- Clarke, Georgie (* 1984), australische Leichtathletin
- Clarke, Gilby (* 1962), US-amerikanischer GitarristGilby Clarke (* 1962)

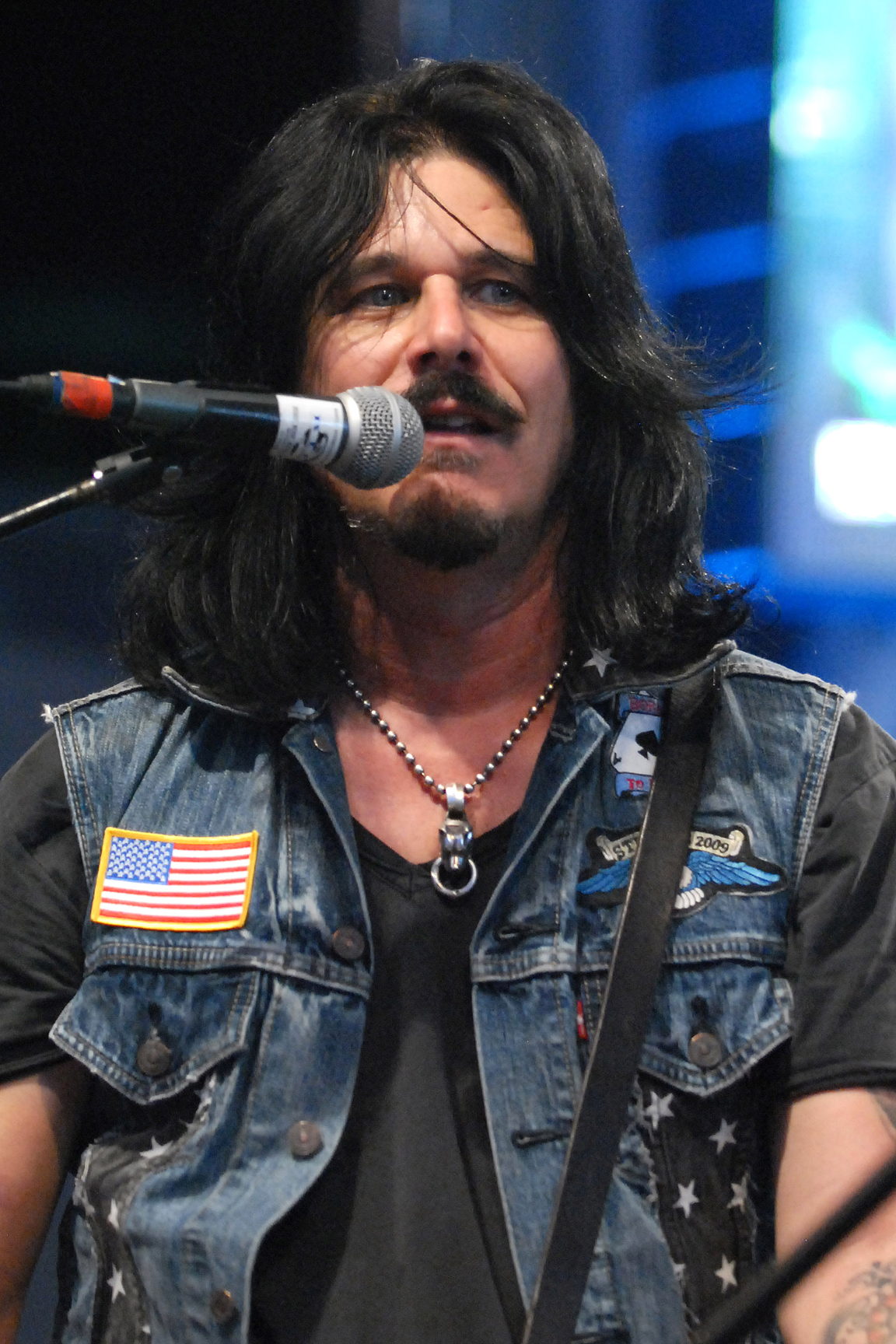
Gilby Clarke (* 1962)

- Clarke, Gilmore David (1892–1982), US-amerikanischer Bauingenieur und Landschaftsarchitekt
- Clarke, Glenn (* 1963), australischer Radrennfahrer
- Clarke, Graeme Wilber (1934–2023), neuseeländischer Klassischer Archäologe
- Clarke, Hallie (* 2004), kanadische Skeletonpilotin
- Clarke, Hans Thacher (1887–1972), amerikanischer Biochemiker
- Clarke, Hansen (* 1957), US-amerikanischer Politiker
- Clarke, Harold (1888–1969), britischer Wasserspringer
- Clarke, Harry (1889–1931), irischer Glasmaler und Buchillustrator
- Clarke, Harry (1923–2000), englischer Fußballspieler
- Clarke, Harry (* 1960), englischer Fußballspieler
- Clarke, Harry (* 2001), englischer Fußballspieler
- Clarke, Helen (* 1971), neuseeländische Hockeyspielerin
- Clarke, Helen A. (1860–1926), US-amerikanische Autorin, Herausgeberin, Lyrikerin und Komponistin
- Clarke, Henri-Jacques-Guillaume (1765–1818), französischer General und Staatsmann irischer Abstammung
- Clarke, Henry Butler (1863–1904), britischer Historiker, Romanist und Hispanist
- Clarke, Henry Joseph (1833–1889), kanadischer Politiker und Rechtsanwalt
- Clarke, Herbert L. (1867–1945), US-amerikanischer Kornettist und Komponist
- Clarke, Hilton (* 1979), australischer Radrennfahrer
- Clarke, Hugh Archibald (1839–1927), kanadischer Komponist und Organist
- Clarke, Ian (1931–1997), neuseeländischer Rugby-Union-Spieler
- Clarke, Ian (* 1977), irischer Informatiker
- Clarke, Ike (1915–2002), englischer Fußballspieler und -trainer
- Clarke, Isabel C. (1869–1951), US-amerikanische Schriftstellerin
- Clarke, Jack (* 1988), britischer Automobilrennfahrer
- Clarke, Jack (* 2000), englischer Fußballspieler
- Clarke, Jacob Lockhart (1817–1880), englischer Anatom, Physiologe und Neurologe
- Clarke, James (1812–1850), US-amerikanischer Politiker, Gouverneur des Iowa-Territoriums
- Clarke, James Freeman (1810–1888), amerikanischer Prediger und Autor
- Clarke, James M. (1917–1999), US-amerikanischer Politiker
- Clarke, James Paul (1854–1916), US-amerikanischer Politiker
- Clarke, Jamie Rhys (* 1994), walisischer Snookerspieler
- Clarke, Jason (* 1969), australischer SchauspielerJason Clarke (* 1969)

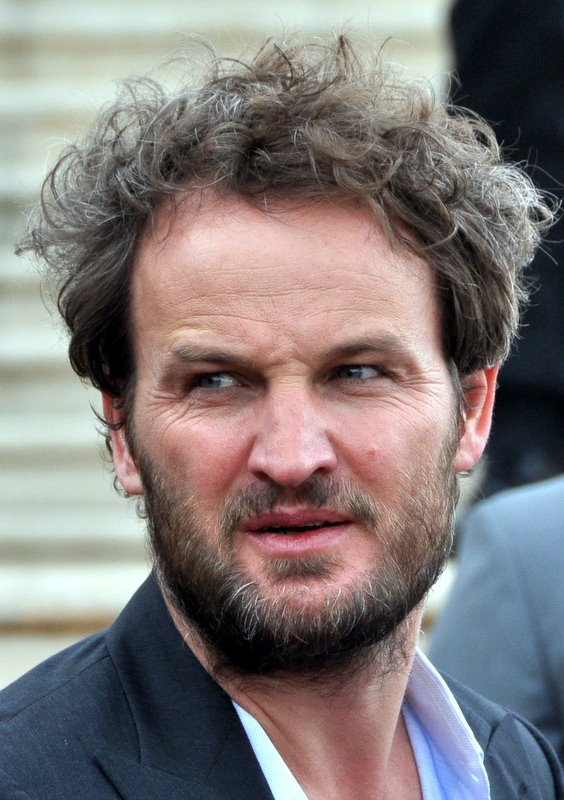
Jason Clarke (* 1969)

- Clarke, Jay (* 1998), britischer Tennisspieler
- Clarke, Jeremiah († 1707), englischer Komponist und Organist des Barock
- Clarke, Jeremy (1605–1652), englischer Händler, Politiker und Offizier
- Clarke, Jessica (* 1989), englische Fußballspielerin
- Clarke, Jim (1874–1929), britischer Tauzieher aus Irland
- Clarke, Joan (1917–1996), britische Codeknackerin während des Zweiten Weltkriegs
- Clarke, John (1609–1676), englischer Arzt, Baptistenprediger und Politiker
- Clarke, John (1934–2022), kanadischer Regattasegler
- Clarke, John (* 1942), englischer Physiker
- Clarke, John (1948–2017), neuseeländisch-australischer Satiriker, Autor und Schauspieler
- Clarke, John Blades (1833–1911), US-amerikanischer Politiker
- Clarke, John D. (1873–1933), US-amerikanischer Politiker
- Clarke, John Hessin (1857–1945), US-amerikanischer Jurist
- Clarke, John Hopkins (1789–1870), US-amerikanischer Politiker
- Clarke, John Mason (1857–1925), US-amerikanischer Paläontologe und Geologe
- Clarke, Jonathan (* 1984), australischer Bahn- und Straßenradrennfahrer
- Clarke, Jordan (* 1950), US-amerikanischer Schauspieler
- Clarke, Joseph (* 1992), britischer Kanute
- Clarke, Joseph Thacher (1856–1920), US-amerikanischer Architekt, Archäologe und Fotopionier
- Clarke, Josh (* 1995), australischer Sprinter
- Clarke, Josh (* 2004), nordirischer Fußballtorhüter
- Clarke, Judy (* 1952), US-amerikanische Strafverteidigerin
- Clarke, Julian (* 1977), kanadischer Filmeditor
- Clarke, Kacey (* 1988), britische Schauspielerin, Drehbuchautorin und Filmproduzentin
- Clarke, Kalonji (* 2001), Fußballspieler von St. Kitts und Nevis
- Clarke, Kathleen (1878–1972), irische Politikerin und Senatorin
- Clarke, Kendra (* 1996), kanadische Leichtathletin
- Clarke, Kenneth (* 1940), britischer Politiker (Conservative Party), Mitglied des House of Commons
- Clarke, Kenny (1914–1985), US-amerikanischer JazzmusikerKenny Clarke (1914–1985)

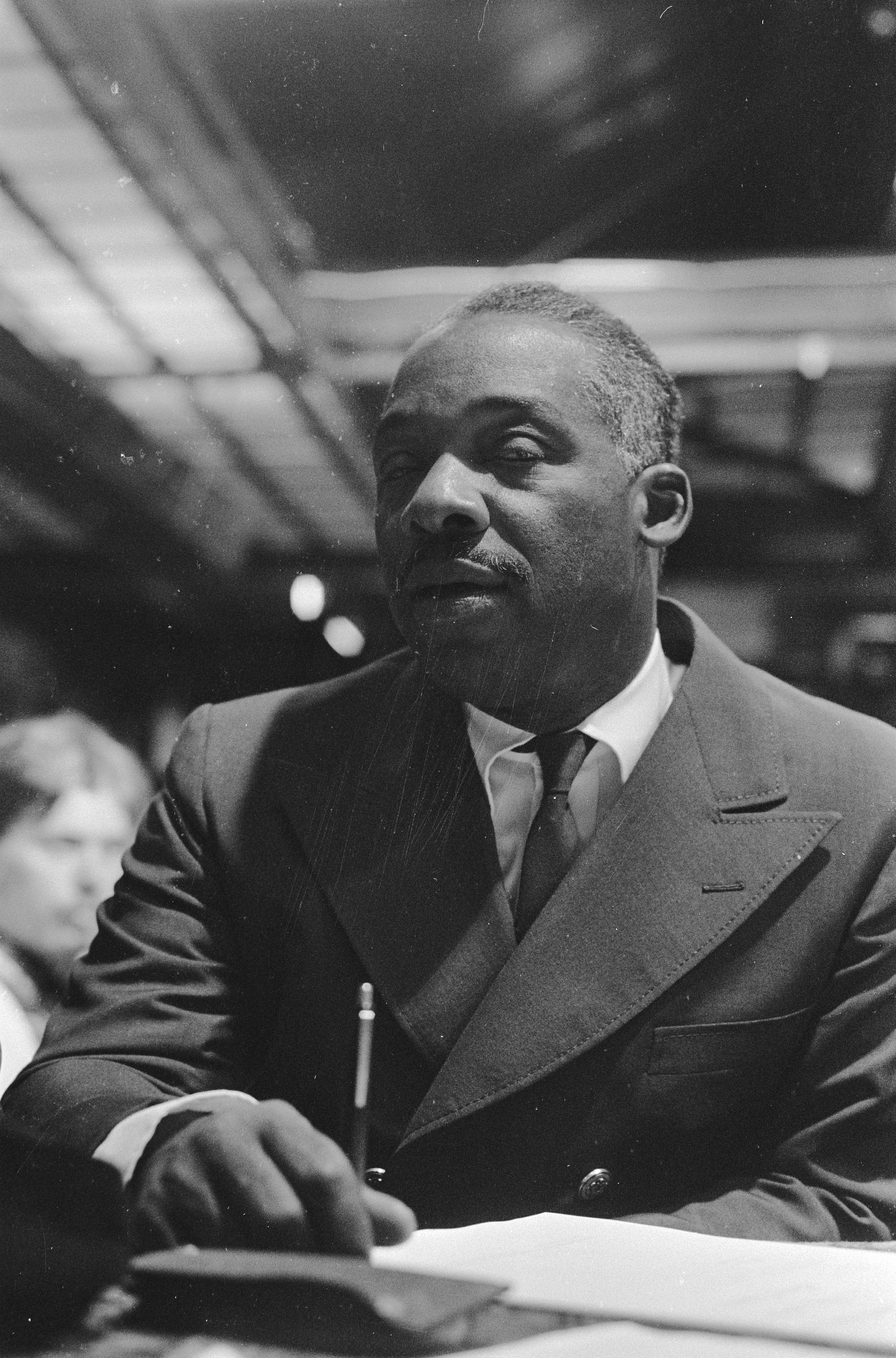
Kenny Clarke (1914–1985)

- Clarke, Kevin (* 1967), deutscher Schriftsteller und Operettenforscher
- Clarke, Kim (* 1954), US-amerikanische Jazz-Bassistin
- Clarke, Lanece (* 1987), bahamaische Sprinterin
- Clarke, Leon (* 1985), englischer Fußballspieler
- Clarke, Lerone (* 1981), jamaikanischer Leichtathlet
- Clarke, Lilian Jane (1866–1934), britische Botanikerin
- Clarke, Lindsay (* 1939), englischer Schriftsteller
- Clarke, Louis (1901–1977), US-amerikanischer Leichtathlet
- Clarke, Louis Colville Gray (1881–1960), britischer Archäologe
- Clarke, Lydia (1923–2018), US-amerikanische Schauspielerin und FotografinLydia Clarke (1923–2018)

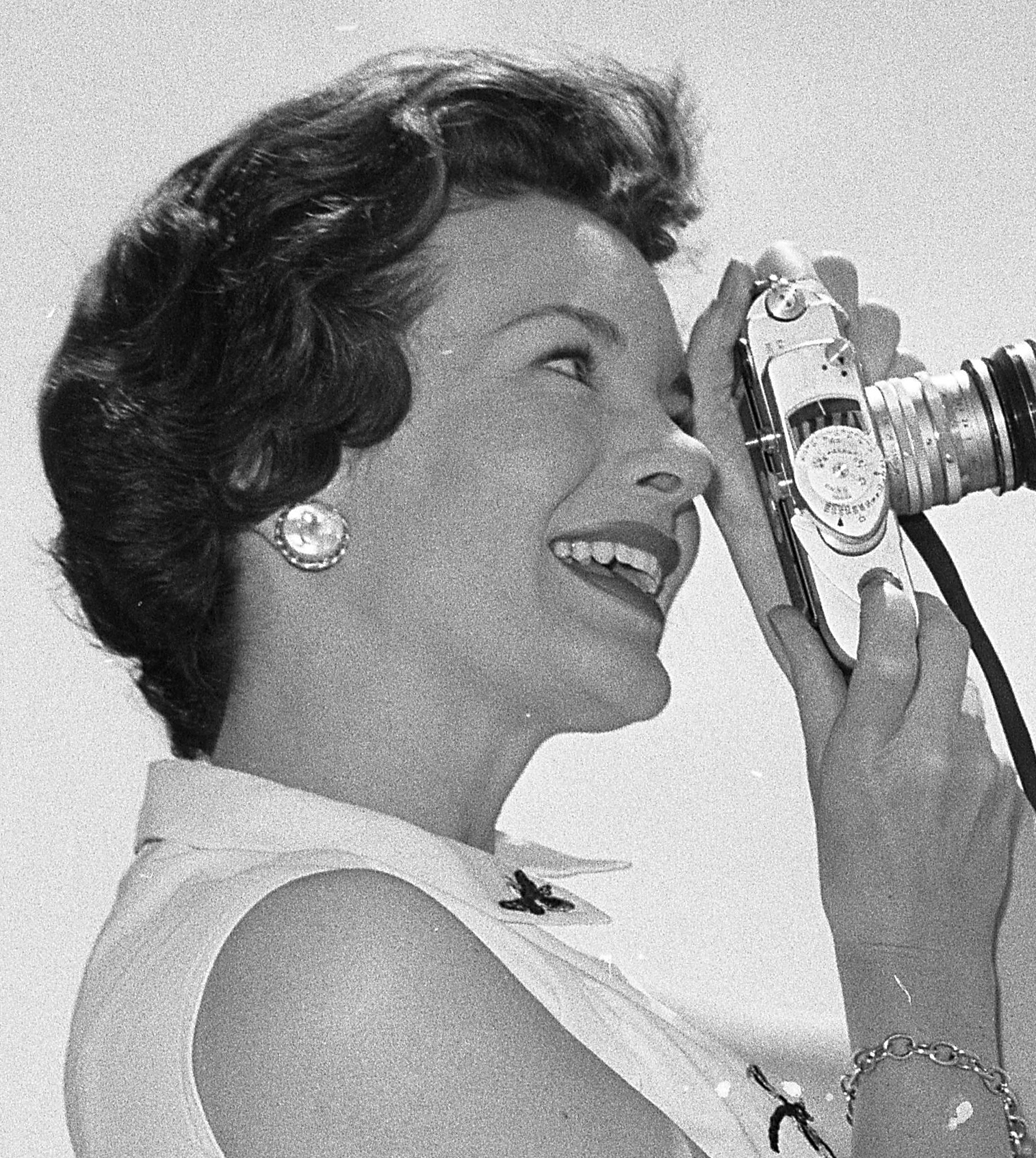
Lydia Clarke (1923–2018)

- Clarke, Mae (1910–1992), US-amerikanische Filmschauspielerin
- Clarke, Malcolm, englischer Filmproduzent und -regisseur
- Clarke, Marcus (1846–1881), australischer Schriftsteller
- Clarke, Margi (* 1954), englische Moderatorin und Schauspielerin
- Clarke, Marian W. (1880–1953), US-amerikanische Politikerin
- Clarke, Mary Anne (1776–1852), britische Mätresse
- Clarke, Mary Cowden (1809–1898), britische Dichterin und Literaturwissenschaftlerin
- Clarke, Mary Jane (1862–1910), englisch-britische Suffragette
- Clarke, Matthew (* 1995), australischer Hindernisläufer
- Clarke, Matthew (* 2000), barbadischer Sprinter
- Clarke, Melinda (* 1969), US-amerikanische SchauspielerinMelinda Clarke (* 1969)

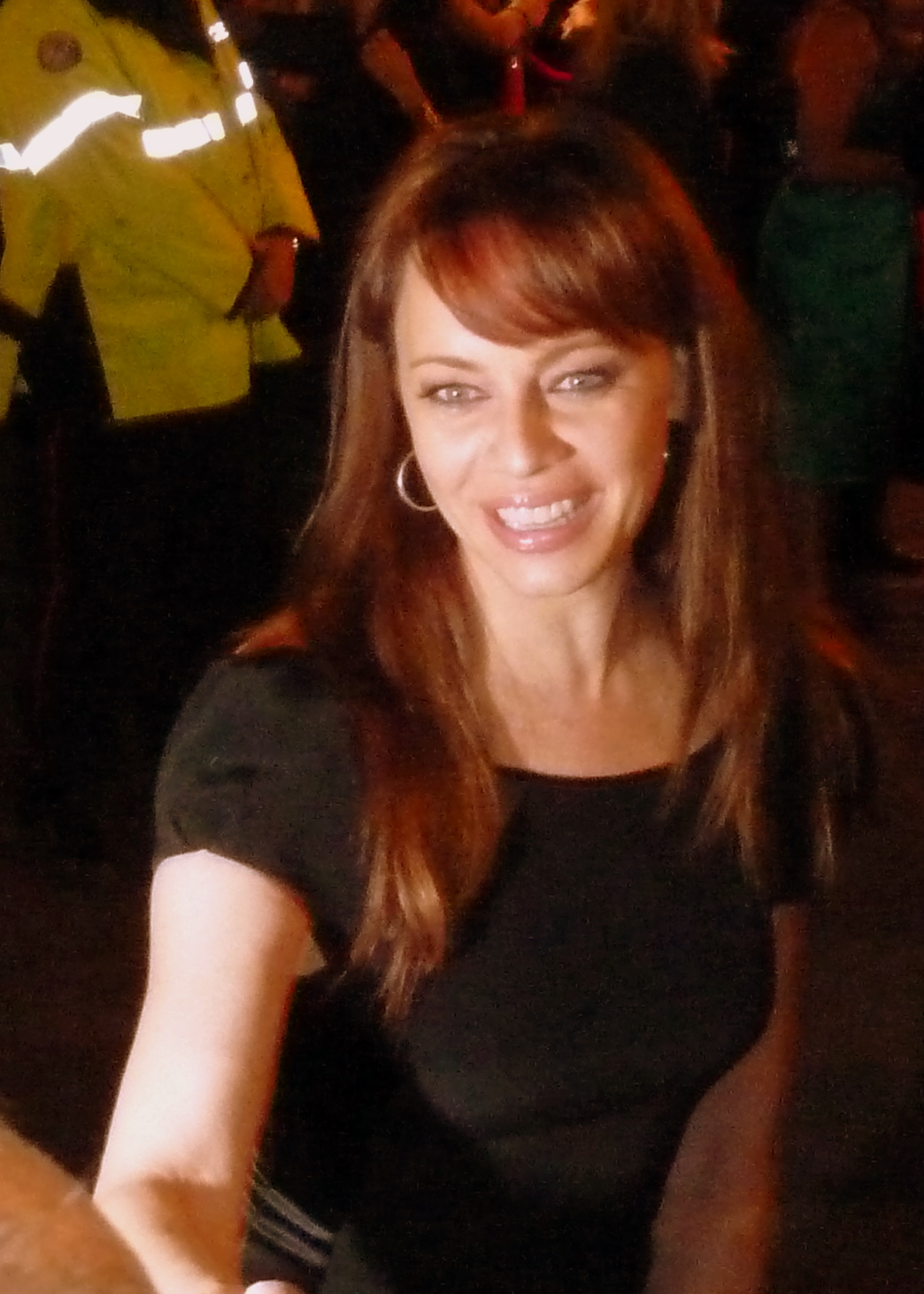
Melinda Clarke (* 1969)

- Clarke, Michael (1946–1993), US-amerikanischer Schlagzeuger
- Clarke, Michael (* 1981), australischer Cricketspieler
- Clarke, Michael (* 1994), deutsch-kanadischer Eishockeyspieler
- Clarke, Nathan (* 1978), australischer Bahn- und Straßenradrennfahrer
- Clarke, Nathan (* 1983), englischer Fußballspieler
- Clarke, Noah (* 1979), US-amerikanischer Eishockeyspieler
- Clarke, Noel (* 1975), britischer Schauspieler, Regisseur und Drehbuchautor
- Clarke, Oz (* 1949), britischer Schauspieler, Weinkritiker, Autor, TV- und Radio-Moderator
- Clarke, Pauline (1921–2013), britische Journalistin und Kinderbuchautorin
- Clarke, Peter (1929–2014), südafrikanischer Künstler, Buchillustrator, Dichter und Buchbinder
- Clarke, Philip (* 1960), britischer Manager
- Clarke, Reader W. (1812–1872), US-amerikanischer Politiker
- Clarke, Rebecca (1886–1979), britische KomponistinRebecca Clarke (1886–1979)

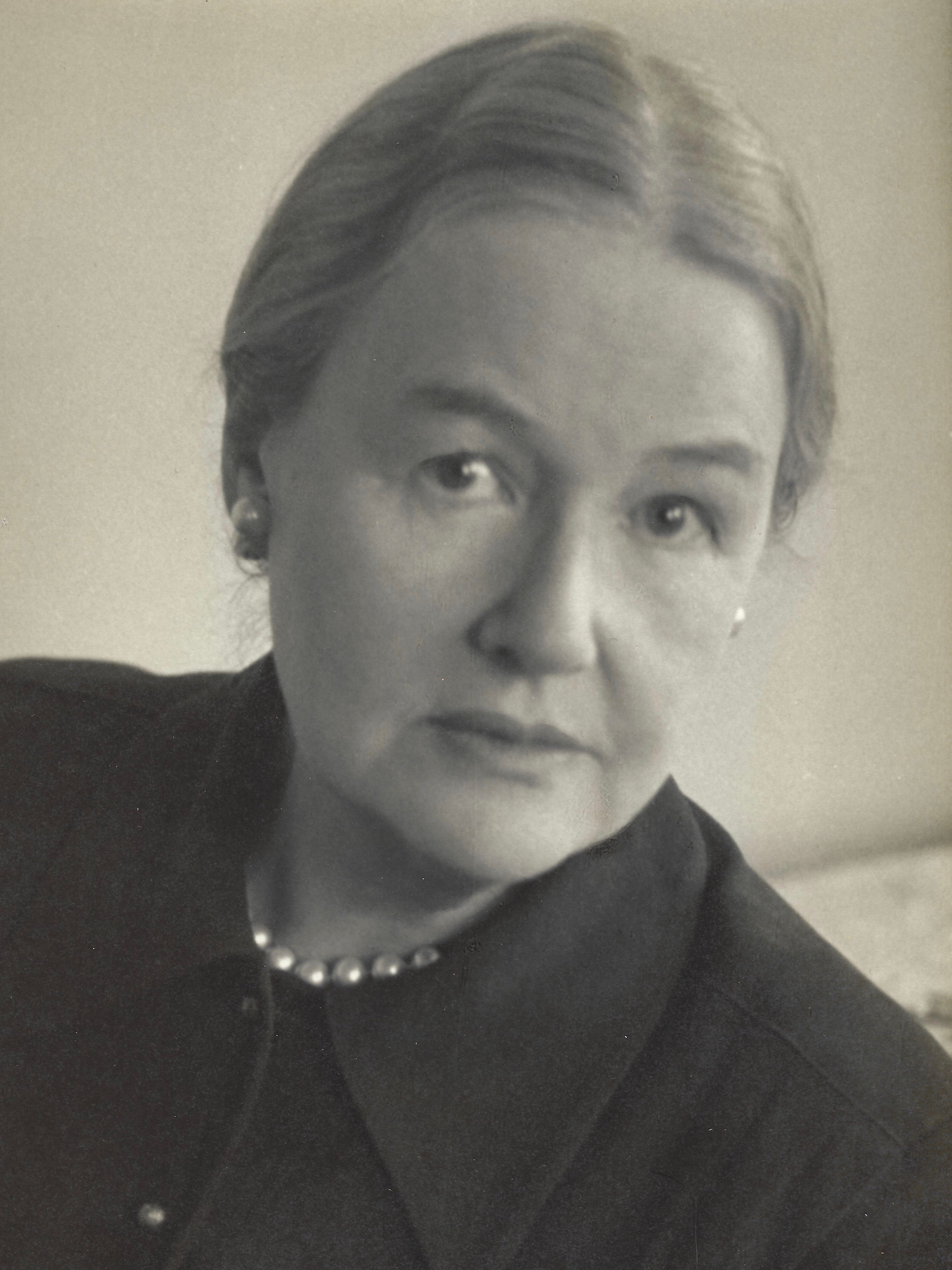
Rebecca Clarke (1886–1979)

- Clarke, Rebecca (* 1988), neuseeländische Triathletin
- Clarke, Rebecca Sophia (1833–1906), US-amerikanische Schriftstellerin
- Clarke, Ricardo (* 1992), panamaischer Fußballspieler
- Clarke, Richard (* 1950), US-amerikanischer Terror-Experte
- Clarke, Richard D. (* 1962), US-amerikanischer Offizier, General der US-Armee
- Clarke, Richard Henry (1843–1906), US-amerikanischer Rechtsanwalt und Politiker
- Clarke, Richard Lionel (* 1949), irischer anglikanischer Erzbischof und Theologe der Church of Ireland
- Clarke, Robin (* 1986), kanadischer Squashspieler
- Clarke, Roger (1940–2014), jamaikanischer Politiker (PNP)
- Clarke, Ron (1937–2015), australischer Leichtathlet und Politiker
- Clarke, Ronald J. (* 1944), britischer Paläoanthropologe
- Clarke, Ronald V. (* 1941), britisch-amerikanischer Psychologe und Kriminologe
- Clarke, Roshawn (* 2004), jamaikanischer Leichtathlet
- Clarke, Rosie (* 1991), englische Hindernisläuferin
- Clarke, Rotnei (* 1989), US-amerikanischer Basketballspieler
- Clarke, Roy (1925–2006), walisischer Fußballspieler
- Clarke, Ryan (* 1997), niederländischer Mittelstreckenläufer
- Clarke, Samuel (1675–1729), englischer Theologe und Philosoph
- Clarke, Sarah (* 1965), britische Verwaltungsbeamtin (Lady Usher of the Black Rod)
- Clarke, Sarah (* 1972), US-amerikanische SchauspielerinSarah Clarke (* 1972)

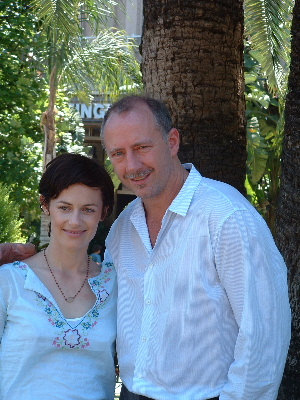
Sarah Clarke (* 1972)

- Clarke, Seleno (1930–2017), US-amerikanischer Musiker (Hammond-Orgel)
- Clarke, Sharon D. (* 1966), britische Schauspielerin
- Clarke, Shirley (1919–1997), US-amerikanische Regisseurin
- Clarke, Sidney (1831–1909), US-amerikanischer Politiker
- Clarke, Simon (1946–2022), britischer Soziologe
- Clarke, Simon (* 1984), britischer Politiker der Konservativen Partei
- Clarke, Simon (* 1986), australischer Radrennfahrer
- Clarke, Simone (* 1970), englische Ballett-Tänzerin und Solistin
- Clarke, Sorca, irischer Politiker
- Clarke, Staley N. (1794–1860), US-amerikanischer Politiker
- Clarke, Stanley (* 1951), US-amerikanischer Fusion-Bassist und FilmkomponistStanley Clarke (* 1951)

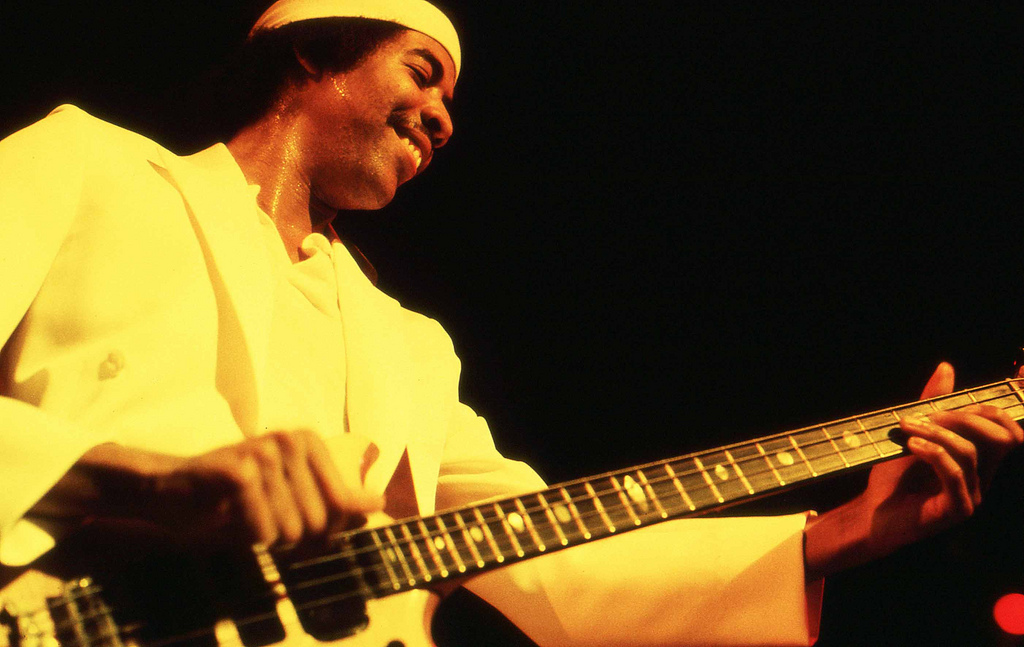
Stanley Clarke (* 1951)

- Clarke, Stanley E. III, US-amerikanischer Offizier, Generalleutnant der US Air Force
- Clarke, Stephen (* 1958), britischer Autor
- Clarke, Stephen (* 1973), kanadischer Schwimmer
- Clarke, Steve (* 1963), schottischer Fußballspieler und -trainer
- Clarke, Steve (* 1990), britischer Biathlet
- Clarke, Steven G. (* 1949), US-amerikanischer Biochemiker und Molekularbiologe
- Clarke, Summer (* 1995), kanadische Fußballspielerin
- Clarke, Susanna (* 1959), britische Schriftstellerin
- Clarke, T. E. B. (1907–1989), englischer Drehbuchautor
- Clarke, Tamicka (* 1980), bahamaische Sprinterin
- Clarke, Terry (* 1944), kanadischer Schlagzeuger
- Clarke, Thomas (* 1941), schottischer Politiker
- Clarke, Thomas James (1858–1916), irischer Revolutionär
- Clarke, Tony (1940–1971), US-amerikanischer Rhythm-and-Blues- und Soulsänger
- Clarke, Tony (1944–2024), kanadischer Bürgerrechtler, Direktor des Polaris Institute of Canada und Buchautor
- Clarke, Vince (* 1960), britischer PopmusikerVince Clarke (* 1960)

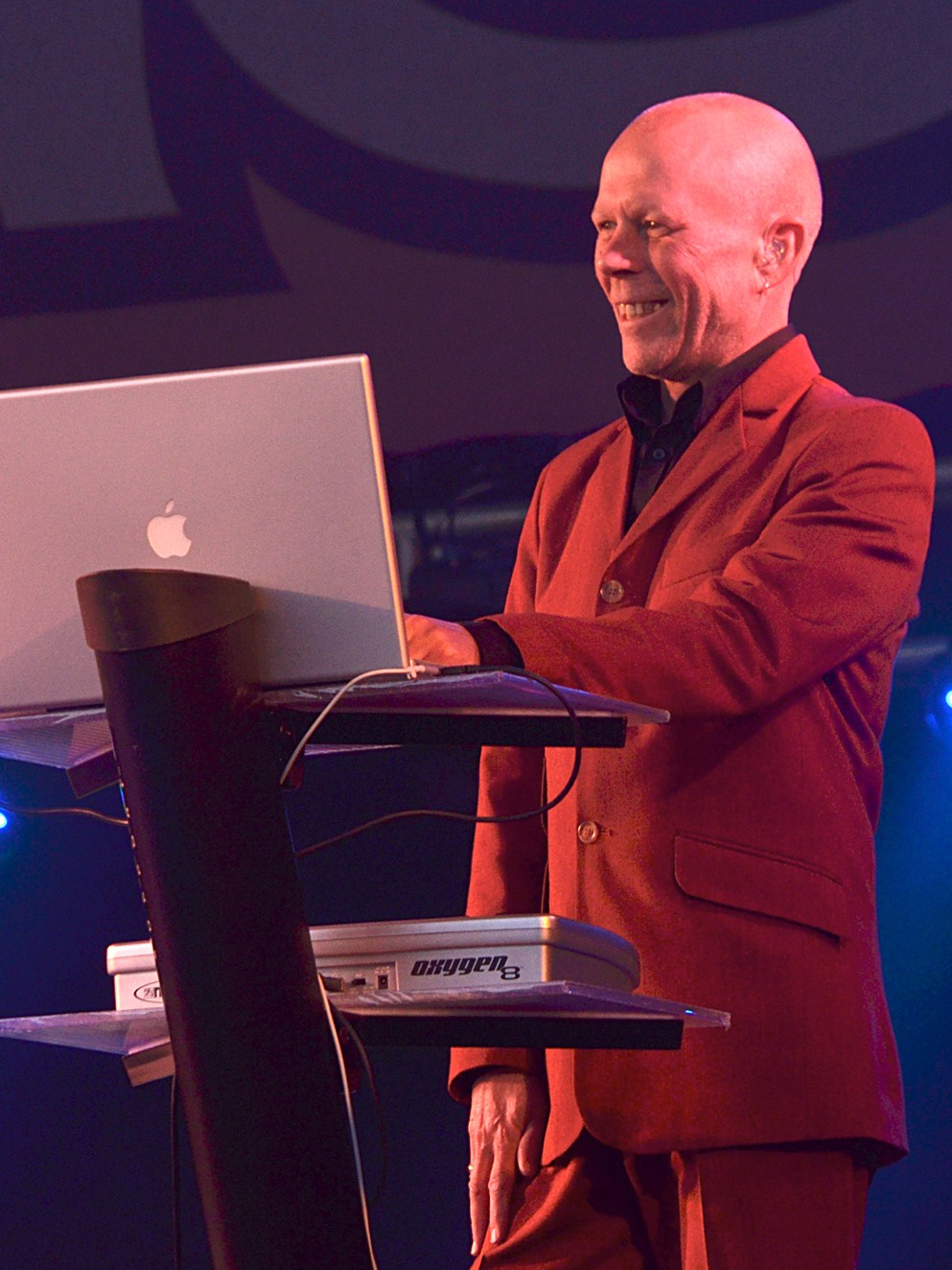
Vince Clarke (* 1960)

- Clarke, Walter (1640–1714), britischer Politiker
- Clarke, Warren (1947–2014), britischer Schauspieler, Filmproduzent und Regisseur
- Clarke, Wayne (* 1961), englischer Fußballspieler
- Clarke, Will (* 1985), britischer Triathlet
- Clarke, William († 1666), englischer Politiker
- Clarke, William (1951–1996), US-amerikanischer Bluesharmonikaspieler
- Clarke, William (* 1985), australischer Radrennfahrer
- Clarke, William Branwhite (1798–1878), britisch-australischer Geistlicher, Geologe und Paläontologe
- Clarke, William Eden (1863–1940), jamaikanischer Stabsoffizier, Polizeibeamter und Polizeichef
- Clarke, Winny (* 1988), kanadische Schauspielerin und Filmschaffende
- Clarke, Yvette (* 1964), US-amerikanische Politikerin (Demokratische Partei)
- Clarke, Zack (* 1988), US-amerikanischer Jazzmusiker (Piano, Elektronik, Komposition)
- Clarke-Harris, Jonson (* 1994), englischer Fußballspieler
- Clarke-Khan, Joel (* 1999), britischer Hochspringer
- Clarke-Lewis, Eldece (* 1965), bahamaische Sprinterin und Olympiazweite
- Clarke-Salter, Jake (* 1997), englischer Fußballspieler

#### Clarki
- Clarkin, Andrew S. (1891–1955), irischer Politiker
- Clarkin, John-Paul (* 1978), neuseeländischer Polospieler
- Clarkin, Nina (* 1982), englische Polospielerin
- Clarkin, Paul (1953–2004), neuseeländischer Polospieler
- Clarkin, Tony (1946–2024), britischer RockmusikerTony Clarkin (1946–2024)

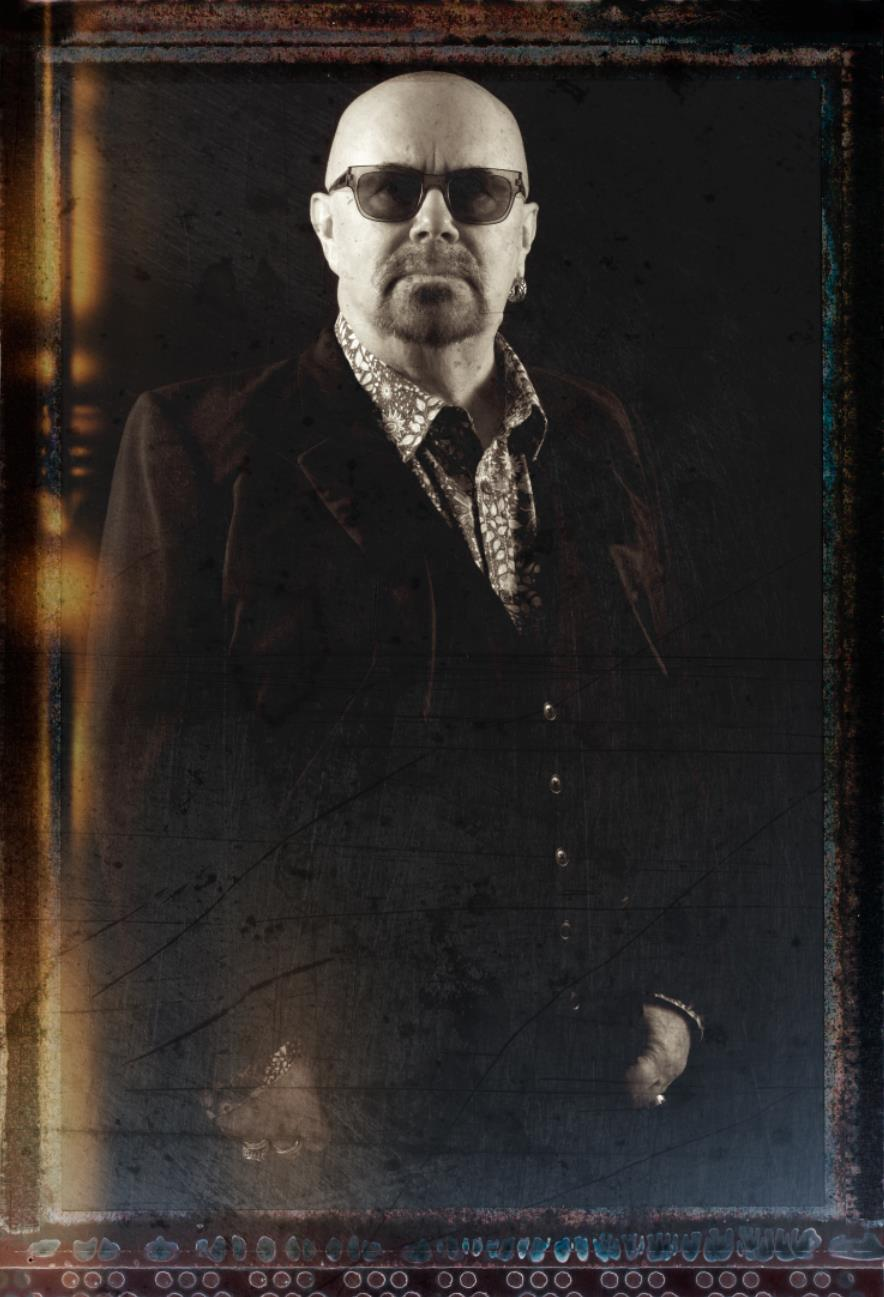
Tony Clarkin (1946–2024)

#### Clarks
- Clarkson, Adrienne (* 1939), kanadische Journalistin, Schriftstellerin und Diplomatin
- Clarkson, Amelia (* 1997), britische Schauspielerin
- Clarkson, Charles Francis (1881–1959), südafrikanischer Politiker
- Clarkson, David (1622–1686), englischer Pastor des Puritanismus
- Clarkson, David (* 1984), kanadischer Eishockeyspieler
- Clarkson, David (* 1985), schottischer Fußballspieler
- Clarkson, Euan (1937–2024), britischer Paläontologe
- Clarkson, Guy (1891–1974), britischer Eishockeyspieler und -trainer
- Clarkson, James Andrew (1906–1970), US-amerikanischer Mathematiker
- Clarkson, James S. (1842–1918), US-amerikanischer Politiker
- Clarkson, Jeremy (* 1960), britischer Moderator, Autor und JournalistJeremy Clarkson (* 1960)

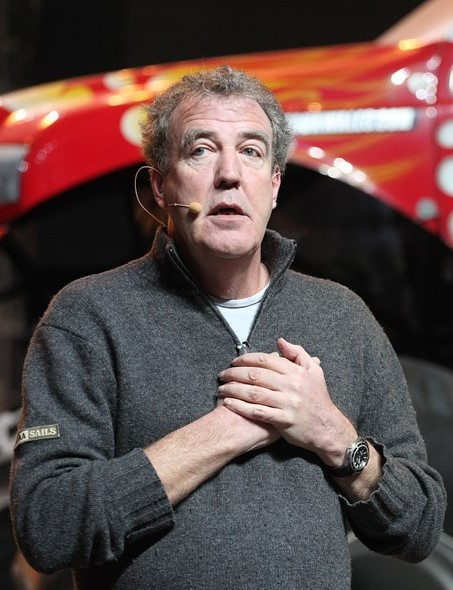
Jeremy Clarkson (* 1960)

- Clarkson, Jordan (* 1992), US-amerikanischer Basketballspieler
- Clarkson, Kelly (* 1982), US-amerikanische Popsängerin
- Clarkson, Lana (1962–2003), US-amerikanische Schauspielerin
- Clarkson, Leighton (* 2001), englischer Fußballspieler
- Clarkson, Patricia (* 1959), US-amerikanische Schauspielerin
- Clarkson, Percy W. (1893–1962), US-amerikanischer Offizier, Generalmajor der US-Army
- Clarkson, Raphael (* 1987), britischer Jazzmusiker (Posaune)
- Clarkson, Thomas (1760–1846), englischer anglikanischer Diakon, Gegner der Sklaverei und Gründer der Abolitionismus-Bewegung
- Clarkson, Wendy (* 1956), kanadische Badmintonspielerin

### Claro
- Claro, Giulio (1525–1575), italienischer Jurist und Beamter
- Claro, Luccas (* 1991), brasilianischer Fußballspieler
- Claro, Manuel Alberto (* 1970), chilenisch-dänischer Kameramann
- Claro, Till (* 1967), deutscher Film- und Theaterschauspieler
- Claros, Jorge (* 1986), honduranischer Fußballspieler

### Clarq
- Clarq, Marc de (* 1967), deutscher Musiker und Produzent

### Claru
- Clarus von Lectoure, erster Bischof von Lectoure
- Clarus von Nantes, erster Bischof von Nantes
- Clarus von Rochester (845–884), Prediger und Einsiedler
- Clarus von Vienne († 660), Abt der Benediktinerabtei St. Marcel, Vienne
- Clarus, Ernst Anton (1776–1848), deutscher lutherischer Geistlicher und Politiker
- Clarus, Georg Wilhelm (1779–1860), deutscher Politiker Freie Stadt Frankfurt
- Clarus, Ingeborg (1917–2003), Tiefenpsychologin und Autorin
- Clarus, Johann Christian August (1774–1854), deutscher MedizinerJohann Christian August Clarus (1774–1854)

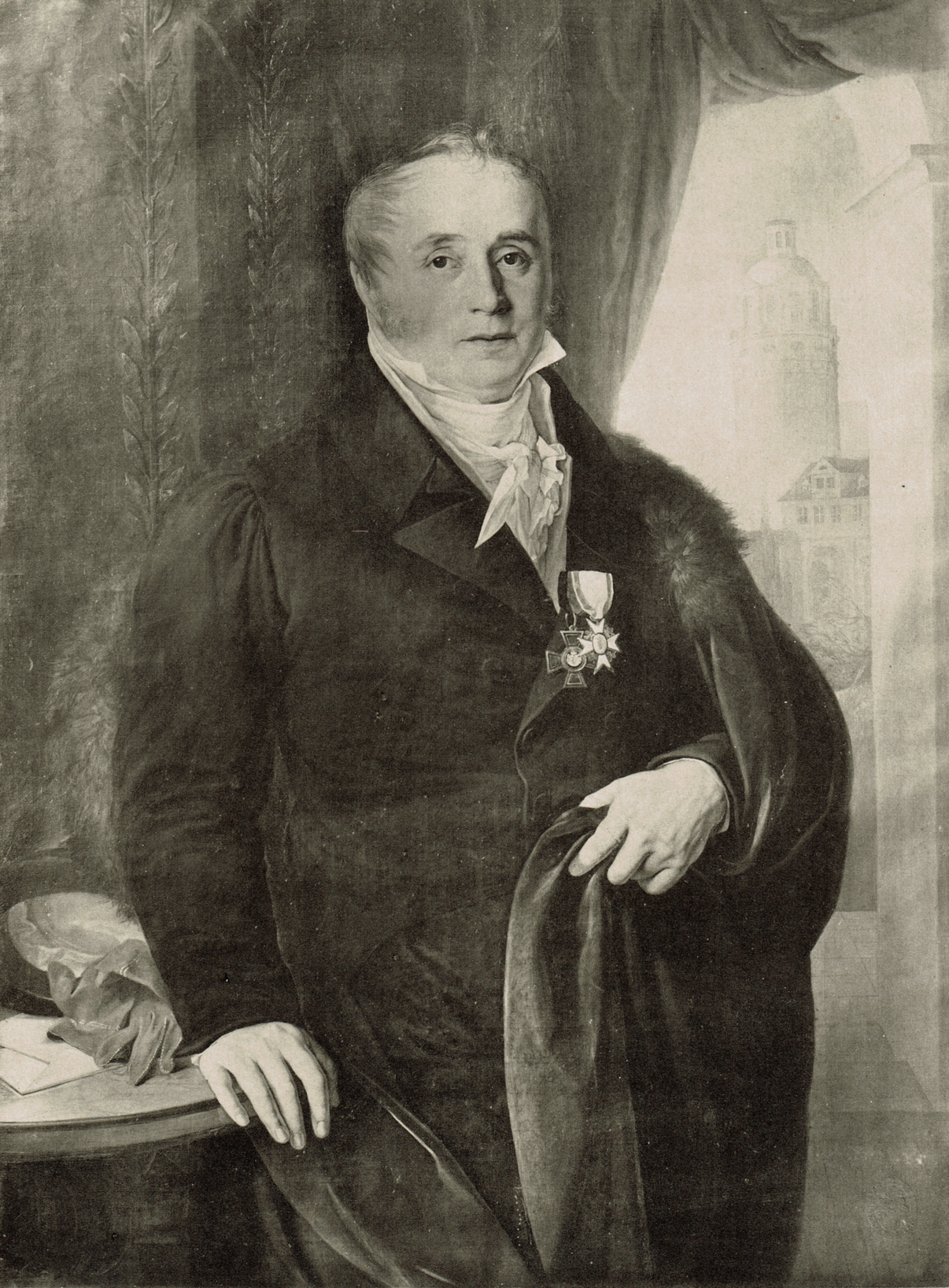
Johann Christian August Clarus (1774–1854)

- Clarus, Julius (1819–1863), deutscher Pharmakologe und Hochschullehrer
- Clarus, Max (1852–1916), deutscher Kapellmeister und Komponist

### Clarv
- Clarvis, Paul (* 1963), britischer Schlagzeuger und Perkussionist

### Clary
- Clary und Aldringen, Alfons von (1887–1978), böhmisch-österreichischer Adliger
- Clary und Aldringen, Hieronymus von (1610–1671), kaiserlicher Generalwachtmeister
- Clary und Aldringen, Karl Ignaz von (1729–1791), böhmisch-österreichischer Adliger und Beamter
- Clary und Aldringen, Leopold von (1736–1800), böhmisch-österreichischer Justizminister
- Clary und Aldringen, Manfred von (1852–1928), österreichischer Politiker
- Clary, Charles (1873–1931), US-amerikanischer Schauspieler
- Clary, Désirée (1777–1860), Königin von Schweden und NorwegenDésirée Clary (1777–1860)

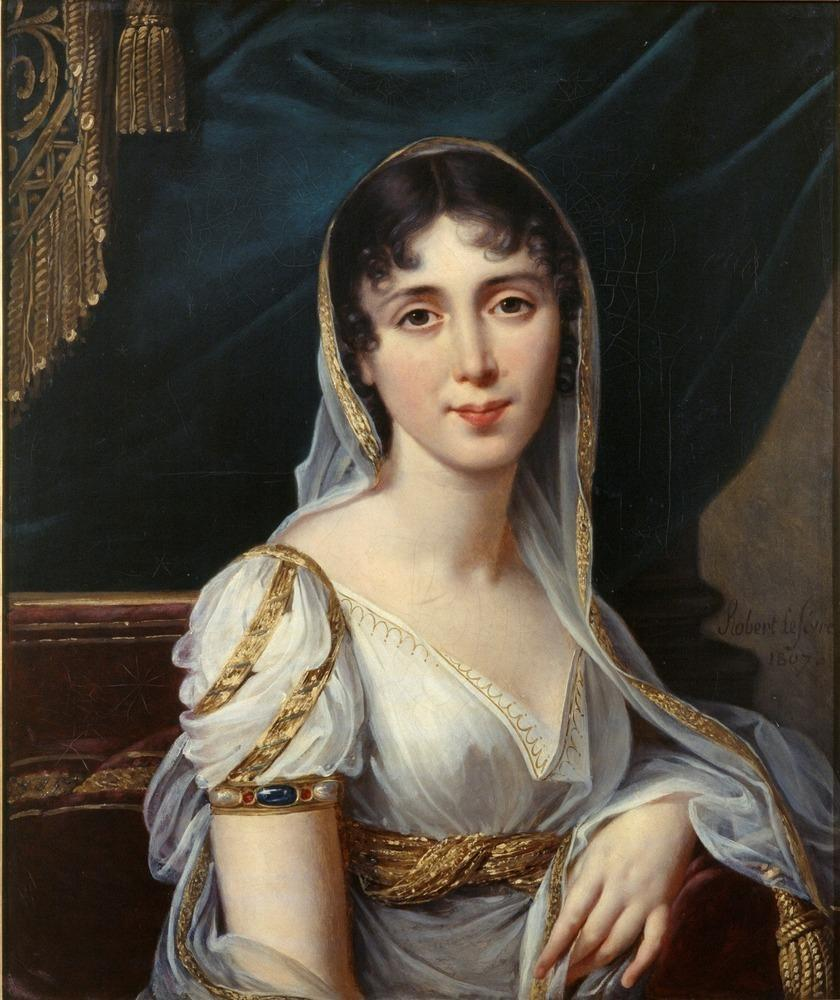
Désirée Clary (1777–1860)

- Clary, Hunter (* 1997), US-amerikanischer Filmschauspieler
- Clary, Johnny Lee (1959–2014), US-amerikanischer evangelikaler Pfarrer, Ku-Klux-Klan-Führer und Wrestler
- Clary, Julie (1771–1845), Königin von Neapel, Sizilien und Spanien
- Clary, Justinien de (1860–1933), französischer Sportschütze
- Clary, Robert (1926–2022), französischer Schauspieler und Sänger
- Clary, Tyler (* 1989), US-amerikanischer Schwimmer
- Clarys, Erik (* 1968), belgischer Dartspieler